# Médersas d'Asie centrale
Les médersas d'Asie centrale ou madrassas d'Asie centrale sont des établissements d'enseignement qui sont à l'origine de l'apparition d'un type particulier d'édifices architecturaux en Asie centrale à la fin du VIIIe siècle, début du IXe siècle.
En Asie centrale, l'enseignement supérieur était organisé au sein des médersas. Les plus célèbres d'entre elles se trouvaient en Ouzbékistan, dans les villes de Boukhara, Samarcande, Khiva, Kokand, Tachkent.

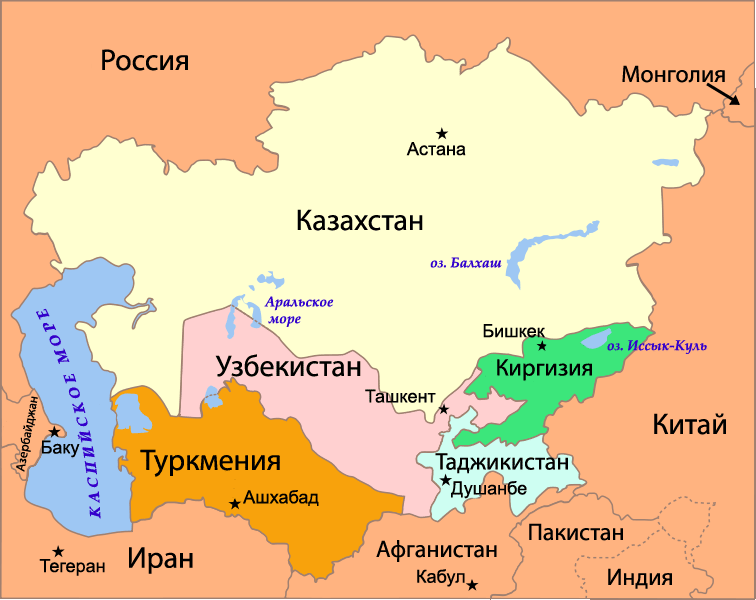
Cinq pays situés à l'Est de la Mer Caspienne se rattachent traditionnellement à l'Asie centrale : Turkménistan, Ouzbékistan, Kazakhstan, Kirghizie, Tadjikistan,

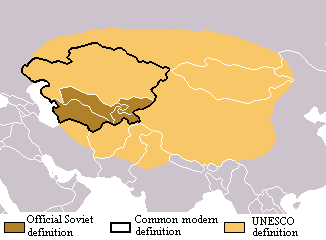
Asie centrale selon l'UNESCO.

La structure planifiée et spatiale des médersas d'Asie centrale, utilisée durant plusieurs siècles, est restée uniforme de manière persistante. Elles forment des structures monumentales au plan serré rectangulaire avec une cour intérieure, vers laquelle donnent les accès aux pièces qui l'entourent et les arches des iwans, au nombre de deux ou de quatre. La façade principale est généralement signalée par un portail précédé d'un vestibule, sur le côté duquel s'élèvent deux salles en forme de coupoles : l'une est la mosquée d'hiver et l'autre est soit un auditoire, soit un mausolée. L'architecture des médersas ne s'écarte de ces schémas que par des détails. Mais il reste que les schémas peuvent être aussi variés que ceux des périptères grecs et se traduire dans une variété de production architecturale aux dimensions, aux proportions aux détails différents.
Les médersas d'Asie centrale comprennent toutes, outre des auditoires (darskhana) et des mosquées, des logements pour les étudiants et les enseignants, des salles d'étude et de prière reliées au foyer commun. Beaucoup d'entre elles possédaient une bibliothèque (kitabkhana) et un espace réservé à cet effet. Les travaux qui s'y déroulaient étaient organisés dans le respect des règles de gestion des ouvrages (enregistrement, délivrance de billets pour la réception de livres, restauration etc). Des meubles particuliers étaient attribués à ces bibliothèques, de même que des immeubles qui constituaient un waqf provenant de donations à perpétuité.
En Asie centrale, à la différence d'autres pays de civilisation islamique, il n'était pas créé d'hôpitaux dans le complexe de la médersa. Les hôpitaux et les pharmacies ont été édifiés souvent à côté des médersas, formant une école de médecine avec une clinique. Parfois les fonctions de l'hôpital, de la pharmacie et de la médersa étaient rassemblées dans un même bâtiment. Selon l'historien Khondemir (1475-1534), les bâtiments d'hôpitaux ressemblaient par leur structure à ceux des médersas.

## Histoire
L'historien Vassili Barthold (1869-1930) a été le premier à penser que les médersas sont apparues dans la partie orientale du monde islamiste en suivant le modèle des monastères bouddhistes. Cette idée a été soutenue par Ernst Herzfeld (1879-1948), qui a lié les constructions des premières médersas à l'activité du ministre seldjoukide Nizam al-Mulk (1018-1092) et les a datées par conséquent du XIe siècle. D. Brandenbourg considérait comme Ernst Herzfeld, que la diffusion de la médersa comme type particulier de bâtiments s'est produite à l'époque de la domination des Seldjoukides, mais que les médersas étaient déjà construites sous les Samanides (X s.) à Samarcande, en Ferghana, à Tachkent et à Hérat, et sous les Ghaznévides (XI s.) à Ghazni. Richard Nelson Frye considérait que la ville de Boukhara était leur premier lieu d'apparition, puisque c'était selon lui, la ville dans laquelle se trouvait une des plus anciennes médersas connue sous ce nom.
Il existe une autre théorie selon laquelle le prototype de la médersa était un château du début du Moyen-Âge situé en Asie centrale et disposant de quatre entrées et d'une salle couverte d'un dôme au milieu du complexe. Avec le temps les entrées se sont transformées en iwans et la salle couverte a été remplacée par une cour. Comme le notent les experts , les médersas d'Asie centrale provenaient de traditions locales musulmanes et cela a garanti la stabilité de leurs conceptions architecturales. On trouve parmi les partisans de cette dernière théorie André Godard, Galina Pougatchenkova et Sergueï Khmélnitski (ru).
Les médersas médiévales d'Asie centrale étaient avant tout des écoles religieuses supérieures dont les diplômes donnaient généralement accès (mais pas nécessairement) à une carrière dans des domaines spirituels. Parfois, en fonction de circonstances propres à une médersa, les sciences profanes y étaient enseignées. Mais c'était plutôt l'exception que la règle. La frontière entre sciences humaines et la théologie n'était pas bien distinctes. Mais il existe des informations concernant des établissements d'enseignements supérieurs qui enseignaient des disciplines purement laïques (khoukmiat). L'établissement d'une médersa, sa construction puis son soutien matériel était une affaire religieuse, un acte de piété. Elles étaient construites par des notables, des aristocrates, des hauts fonctionnaires ou simplement par des gens riches. Le bien-être économique de la médersa était assura par l'institution de la waqf qui consistait en des donations perpétuelles de biens leur apportant des revenus (terres, immeubles). Il existait une coutume qui consistait à enterrer dans la médersa son fondateur et c'est pourquoi la pierre tombale monumentale est importante dans l'ensemble de son complexe. Certaines médersas avaient encore d'autres fonctions comme celle de loger des étrangers qui n'étaient ni étudiants ni professeurs. Elles pouvaient aussi dans certains cas être utilisées comme des espèces de couvents, des khanqah ou comme mosquée. Ce pouvait être le cas si la médersa ne recevait plus de soutien financier extérieur pour fonctionner.

### Xesiècle-XIVesiècle
La médersa est renseignée pour la première fois dans l'Histoire de Boukhara (ru) de Mohammed Nerchakhy, en relation avec le grand incendie de l'année 937, qui a détruit la médersa Faradjek. On sait également qu'à l'est du Chakhristan de Boukhara, au-delà des faubourgs (rabad) de la ville, se trouvait une médersa Kellabad.
La grande diffusion du système des médersas dans la partie est du monde musulman a commencé avec le début du règne des dynasties turques Qarakhanides et Seldjoukides.
La question de savoir quelle est la médersa la plus ancienne sur le territoire de l'Asie centrale a fait l'objet de débats dans les années 1960-1970 : le complexe de Khodja Machad à Siade, dont les vestiges se dressent sur les terres de l'oblast historique de Kabadian (Tadjikistan); le complexe de type cour ouverte sur la nécropole de Chah-e-Zindeh, assimilé par le chercheur qui l'a étudié à la médersa Tamgatch-khana (ru) à Samarcande (Ouzbékistan), ou à la médersa Arslan-khan (ru), à l'emplacement de laquelle a été édifiée la médersa Kalobod (ru) à Boukhara (Ouzbékistan),,,,.
Selon la charte waqf du souverain turc qarakhanide Ibrahim ibn Nasr (en), au XIe siècle, ont été créés un hôpital et une médersa où était enseignée la médecine. En Asie centrale, les médersas où était enseignée la médecine étaient celles de Boukhara, Samarcande et Merv. Dans ces écoles, les jeunes étaient formés à la théorie et à la pratique médicale, passaient un examen final obligatoire puis prêtaient serment. Dans le développement du système de santé, les travaux des grands scientifiques du domaine de la médecine ont été d'une grande importance. Ainsi, le livre de Rhazès Sur les hôpitaux, les travaux d' Avicenne tels que Qanûn, Ourdjouza et d'autres ont servi à la protection de la santé publique. Grâce à la tradition des donations waqf, qui jouaient un grand rôle dans la vie des régions orientales les médersas recevaient un soutien matériel fiable.
Dans Histoire de Boukhara est mentionnée la construction de deux palais par le Qarakhanide Arslan-khan, dont l'un a été transformé ensuite en médersa.
Á propos de la superbe médersa, construite par le souverain turc Mahmoud de Ghazni à Ghazni, à propos de celle d'Arslan-khan à Boukhara datant du début du XIIe siècle, de celle de Samarcande construite par Ahmad Sanjar, de celle de Kounia-Ourguentch et de Merv, où sont enterrés les souverains Ala ad-Din Tekish et Arslan-khan (ru), on ne sait rien de particulier, sinon le fait qu'elles ont existé.
Le développement de la culture au Moyen-Orient a été interrompu au début du XIIIe siècle par l'invasion des hordes de Gengis Khan. Ce n'est qu'au milieu du XIIIe siècle que la vie commence à reprendre dans les cendres des pays ravagés, bien qu'il ait encore fallu plusieurs décennies pour surmonter la dévastation générale.
Au début de l'ère mongole, la construction de nouveaux édifices est abandonnée. C'est seulement au milieu du XIIIe siècle que plusieurs bâtiments sont édifiés sur ordre de Gengis Khan et de son entourage. Les historiens orientaux rapportent qu'à la même époque, le gouverneur Djaghataïdes à Boukhara Massoud-bek (ru) a fait édifier une médersa Massoudie et qu'une autre a également été construite du nom de Khanoumie. À en juger par le fait que dans chacune étudiaient en même temps jusqu'à un millier d'étudiants, les historiens concluent que les bâtiments devaient être d'une dimension importante. Les constructeurs provenaient de Boukhara et avaient conservé les traditions architecturales de la Boukhara pré-mongole. Les deux médersas ont été détruites dans la seconde moitié du XIIIe siècle.
Dans les années 1330, d'anciens types de bâtiments apparaissent dans les villes débarrassées des effets de l'invasion mongole et les traditions de la culture pré-mongole sont restaurées. Le célèbre voyageur arabe Ibn Battûta met en relief la médersa Koutloug-Timour lors de son passage par Kounia-Ourguentch.

### Époque de Timour et des Timourides
Du fait des campagnes mongoles, des milliers de scientifiques, de juristes, ont été tués et des centaines de médersas ont été détruites. Timour développe des efforts considérables pour rétablir l'enseignement supérieur et en particulier les écoles supérieures de jurisprudence musulmane. Il fait venir pour cela dans la capitale des juristes musulmans réputés, comme Sad ad -dini Massoud, ibi Oumara at Taftazani (1322, Taftazan, Khorassan — 1390, Samarcande) un représentant du Kalâm. Ses écrits sur la logique, la jurisprudence , la poétique, la grammaire, les mathématiques, la rhétorique, l'exégèse coranique étaient populaires en tant que supports pédagogiques . Au début du XVe siècle, à Samarcande, travaillait et enseignait aussi un grand juriste du nom de Chams al-Din Moukhammad B. al-Djazari.
Sous Timour, seules deux médersas ont été construites. Elles étaient toutes deux associées à des tombeaux royaux : il s'agit de celle associée au mausolée Gour Emir et de la médersa Bibi-khanym (ru).
Dans la première médersa construite par Timour à Samarcande pour son petit-fils Moukhamad Soultan (en), 58 étudiants étudiaient auprès de quatre professeurs. Jamal ad-din Akhmad Khorezmi y a été chargé d'enseigner le Coran. La reconstitution du plan de la médersa Moukhamad Soultan (ru) montre que son tracé est plus proche des caravansérails du sud du Turkestan des XIe siècle- XIIe siècle, que des médersas de Boukhara et Samarcande des XVe siècle-XVIIe siècle.
Sous le règne de Timour, la deuxième médersa, élevée par son épouse Bibi Khanoum est élevée en face de la mosquée principale de Samarcande. Elle n'était pas inférieure à la mosquée par sa magnificence. Les contemporains ont remarqué le luxe extraordinaire et l'échelle du bâtiment. Selon certains contemporains, la médersa dépassait avec son portail la taille du portail de la mosquée Bibi-Khanym, ce qui provoqua l'extrême colère de Timour, qui ne tolérait en rien la rivalité. L'ensemble de la médersa comprenait une tombe dynastique féminine, le mausolée Bibi Khanoum qui existe toujours aujourd'hui.
La dimension des médersas a considérablement augmenté sous Ulugh Beg et sous Chahrokh. Mais si à Hérat la vaste médersa Gauharchad-Begim (souvent confondue avec la médersa d'Husayn Bayqara) est célèbre du fait du mausolée de Goharshad des Timourides qui s'y trouve, la médersa Ulugh Beg est avant tout une maison du savoir, une sorte d'université.
À Samarcande une vingtaine de médersas ont été érigées : la médersa Bibi-Khanym (ru), la médersa Koutb ad-din sadra, la médersa émir Firouzchaka, la médersa Émir Bouroundouka, etc.
Au XVe siècle, le fils de Timour Chahrokh a introduit une nouveau modèle d'enseignement qui reflète toutes les réalisations intellectuelles de l'époque antérieure résultant des travaux des traditionalistes, des juristes et des soufis éminents.
Dans la construction monumentale de l'Asie centrale de la première moitié du XVe siècle l'aboutissement classique se retrouve dans le type de la médersa. La médersa Ulugh Beg a servi de canon à toutes les constructions ultérieures destinées à cette fonction. L'architecture d'Asie centrale de la première moitié du XVe siècle est associée au nom du petit-fils de Timour Ulugh Beg. Il s'intéressa beaucoup aux sciences et aux arts et rassembla à Samarcande les meilleurs scientifiques de l'Orient. Le jeune souverain érudit voulait transformer les villes qui lui étaient soumises en centres intellectuels de l'Empire timouride. Trois médersas ont été conservées, construites par Ulugh Beg : la médersa d'Ulugh Beg (Boukhara) (1417), la médersa d'Ulugh Beg (Samarcande) (1417—1420) et la médersa d'Ulugh Beg (Guijdouvan) (1433). La particularité de celle de Boukhara est de composer la façade principale sur base de deux niveaux de loggias voûtées correspondant aux cellules (khoudjras) qui se trouvent derrière elles. Cette interprétation de la façade principale deviendra commune au XVIe siècle et XVIIe siècle.
La plus grande des trois était celle de Samarcande, dont la façade principale faisait face à la place du Régistan. Par sa taille, elle n'est pas inférieure aux constructions de Timour, mais diffère de leur lourdeur par des proportions inhabituellement élancées. La médersa avec ses quatre minarets a joué un rôle important dans la création du paysage urbain. Un de ses caractéristiques est la disposition d'entrées latérales vers la cour intérieure.
Le célèbre fondateur de la médersa d'Hérat était le poète turc Mir Alicher Navoï. Elle porte le nom d'Ikhlassiya. Elle était divisée en deux moitiés (est et ouest) et chacune avait un professeur dont l'un donnait le cours de jurisprudence (fiqh), et l'autre le cours de hadîth (parole du prophète). Chaque enseignant avait onze élèves. En face de la médersa était construit un bâtiment où les lecteurs du Coran étudiaient constamment ce livre sacré. Ce bâtiment s'appelait Dar al-khouffaz (Maison de l'étude du Coran). Du côté sud de la médersa était construite un khanqah où la nourriture était distribuée tous les jours aux pauvres gratuitement et une fois par an également des vêtements. Près du khanqah existait aussi un bâtiment destiné aux prières du vendredi. Le khanqah s'appelait Khoulssiya. Les enseignants de la médersa recevaient par an 1 200 pièces d'or et 24 sacs de céréales. Les étudiants étaient divisés en trois catégories suivant leurs résultats: les six meilleurs recevaient 24 pièces d'or et cinq sacs, les huit moyens 16 pièces d'or et quatre sacs; les huit plus faibles recevaient 12 pièces d'or et trois sacs. Chaque année un millier de vêtements étaient distribués aux pauvres.

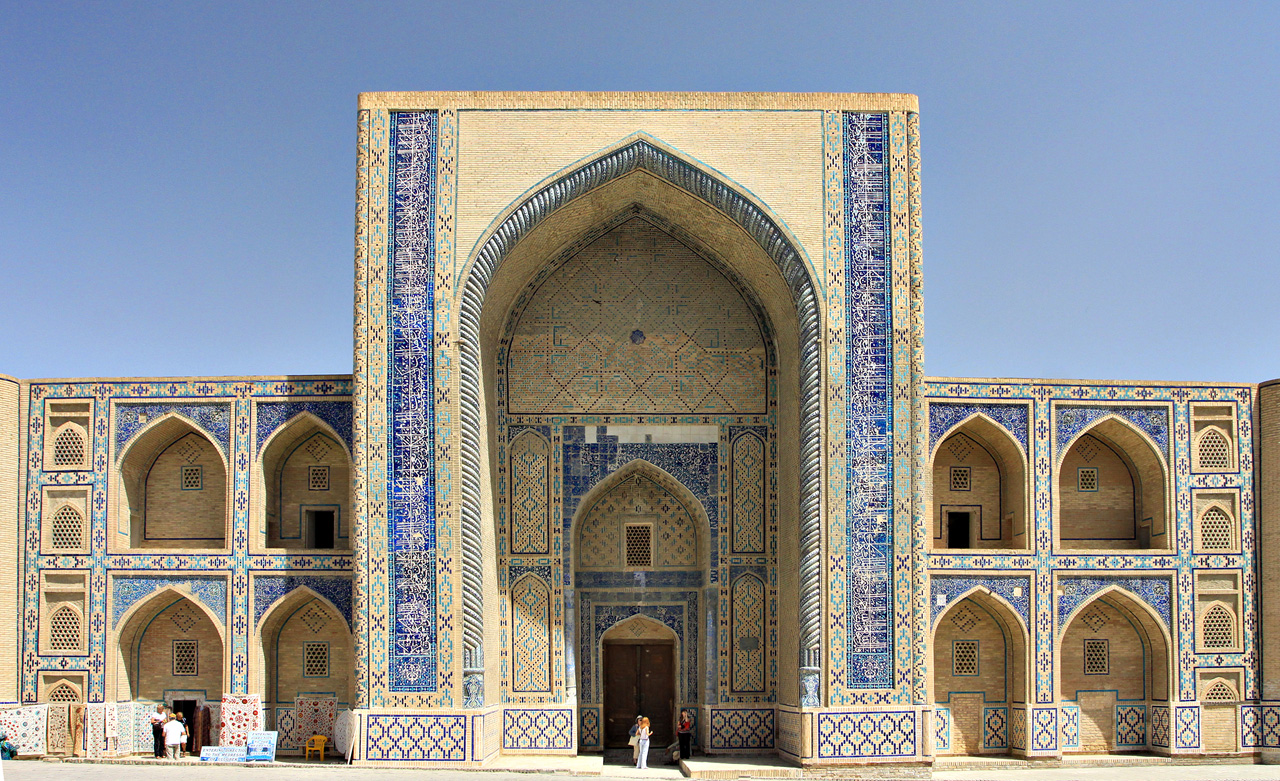
Médersa d'Ulugh Beg (Boukhara)
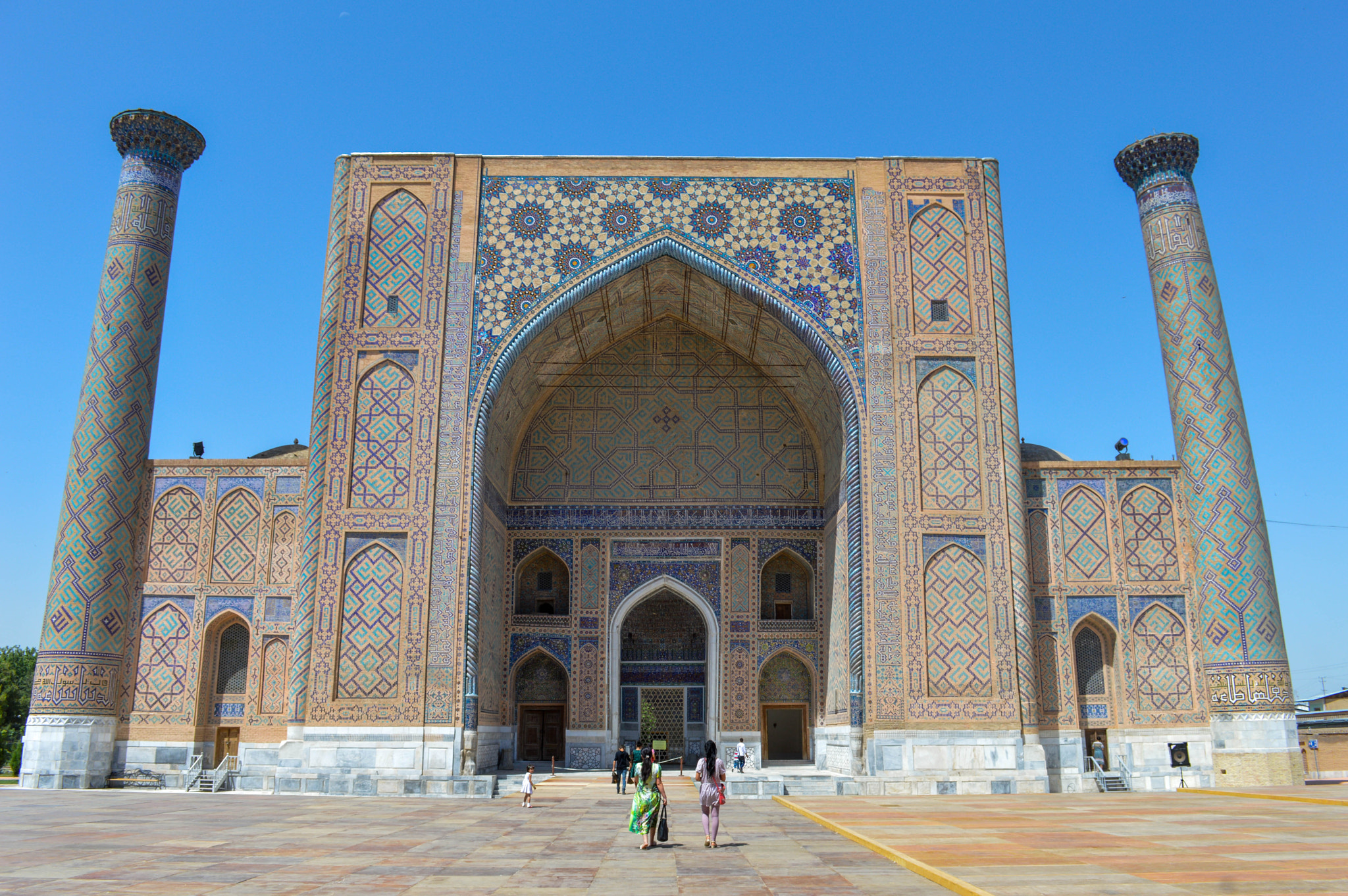
Médersa d'Ulugh Beg (Samarcande)
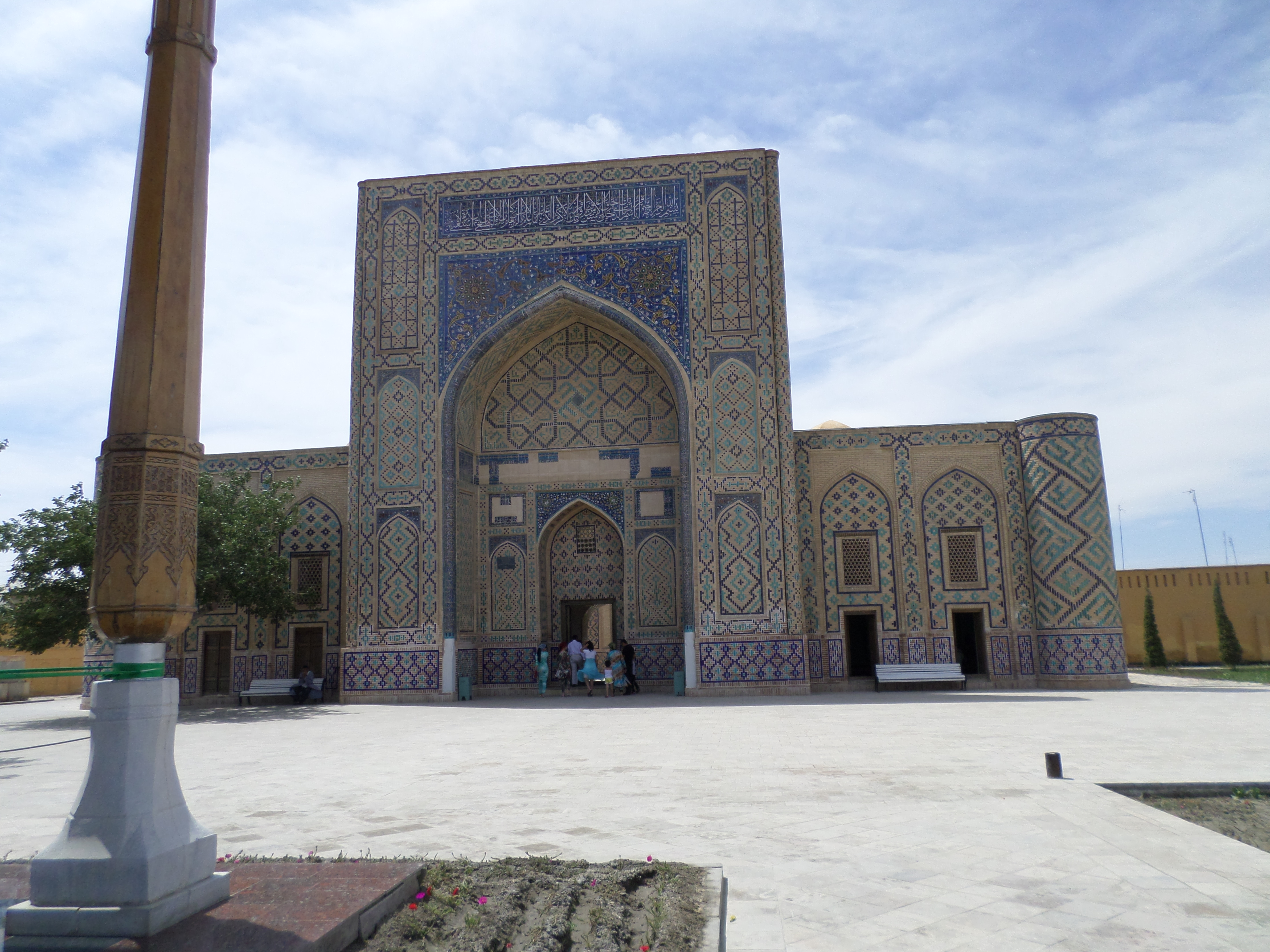
Médersa d'Ulugh Beg (Guijdouvan)

### LesKöchkunju

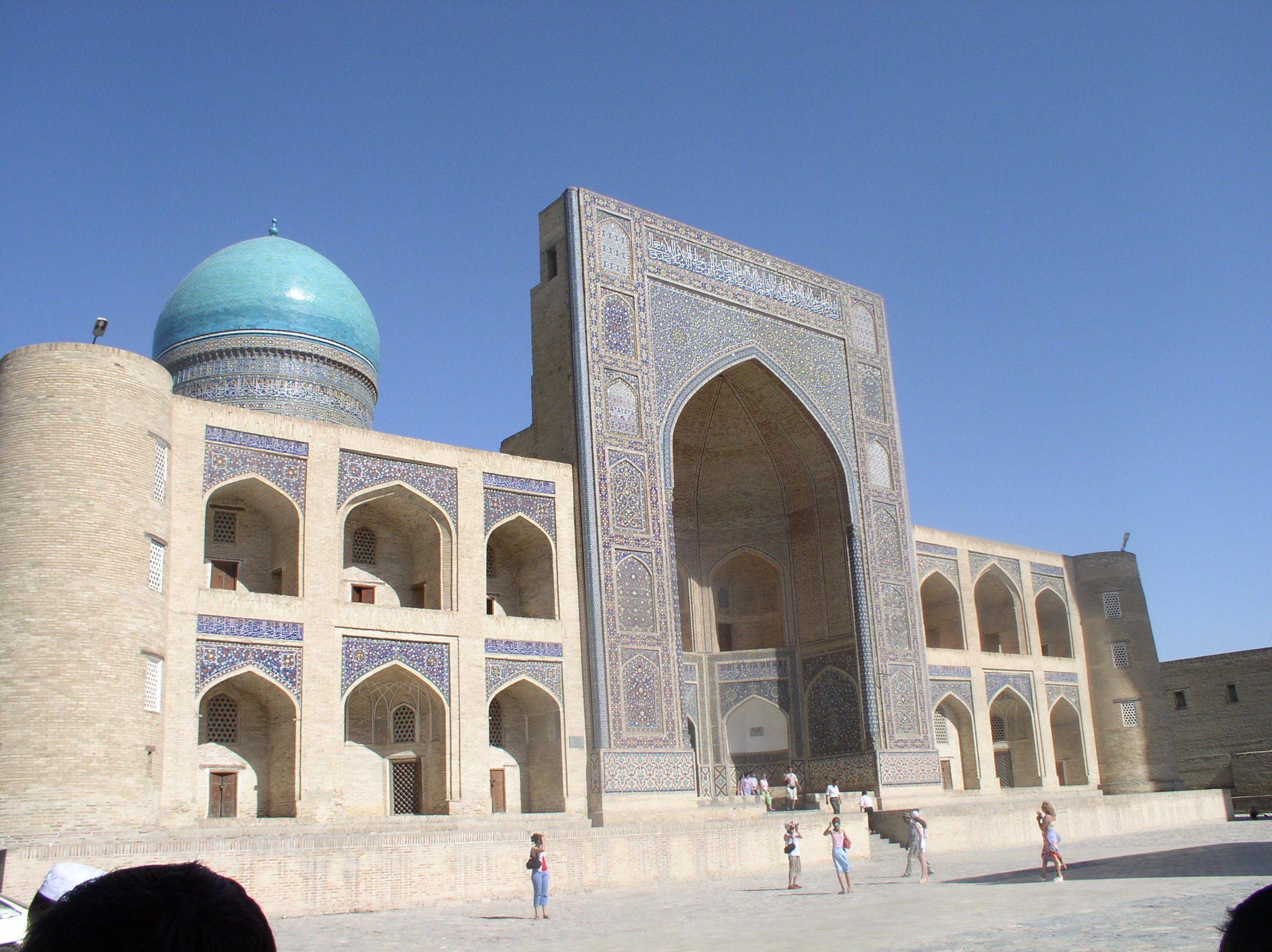
Médersa Mir-i Arab époque de la dynastie Chaybanides.

D'une manière générale, dans toutes les médersas d'Aise centrale depuis le XVIe siècle et jusqu'au début du XXe siècle, l'enseignement était donné suivant les mêmes principes. Les jeunes gens, après avoir été diplômé de l'enseignement primaire (mekteb), rentraient à la médersa. Les matières principales étaient l'arabe, l'arithmétique le droit islamique, la langue persane, la littérature turque et la logique. Dans chaque médersa, les étudiants étaient divisés en plusieurs groupes appelés communauté kori. Dans chacun d'eux, en règle, on comptait 7 personnes de même niveau d'éducation. Parmi eux se détachait le chef kori de la communauté. Il s'asseyait parmi les étudiants, lisait les ouvrages et en expliquait le contenu .
Dans la capitale de l'État, Samarcande, le dirigeant ouzbek Cheibani-khan a ordonné la construction d'une grande médersa, dans laquelle il a pris part, plus tard, à des débats religieux et scientifiques. La première information datée sur la médersa Chaibani-khan remonte à 1504. L'historien Moukhammed Salikh (ru) écrit que Cheibani-khan avait construit la médersa de Samarcande pour perpétuer la mémoire de son frère Makhmoud-sultan (ru). Un autre historien, Fazlallakh ibn Rouzbikhan (ru), écrit que la construction du bâtiment de la médersa et de ses cellules (khoudjr) et sa cour a été achevée en 1509. Cette médersa disposait d'une bibliothèque. La fonction de bibliothécaire décrite dans un des documents du waqf consistait à mettre les livres à disposition, à les restaurer, à acheter de nouveaux livres, à les certifier authentiques avec un sceau portant le nom du fondateur du waqf, donateur de livres et des moyens financiers de la médersa . La médersa Cheibani-khan (ru) a été démolie partiellement en 1874, lors de l'annexion de Samaracande à l'Empire russe. Elle a été complètement détruite durant les années de pouvoir soviétique.
Su ordre du souverain ouzbek Oubaïdoulla-khan, à titre de présent au cheikh Abdoulla Yamany, est édifiée à Boukhara, en 1530-1536, la médersa Mir-i Arab. « Parmi les padichah qui ont gouverné toutes les régions du monde au cours des cent dernières années, personne n'a vu ou entendu parler d'un dirigeant tel que lui. D'abord c'était un musulman pieux, craignant Dieu et tempéré. Toutes les questions de foi, de territoire, de gouvernement, de troupes et de citoyens il les résolvait suivant la charia et ne s'en éloignait pas même d'un seul cheveu. Dans le domaine du courage c'était un véritable lion courageux; sa paume était un nacre dans une mer de générosité. Sa personnalité heureuse était pleine de vertus. Il écrivait les cacactères arabes en sept écritures différentes, mais c'est en naskh qu'il écrivait le mieux. Il a transcrit divers exemplaires du Coran et les a envoyés aux villes bénies de La Mecque et Médine, pour leur faire connaître Allah. Il écrivait aussi bien en nastaliq. Il possédait des vers turcs, arabes et persans. Il a étudié la musique et le chant. Et aujourd'hui des musiciens interprètent certaines de ses œuvres. En un mot c'était un dirigeant de qualité qui possédait, de fait, toutes les qualités. Boukhara était sa capitale et un lieu de rassemblement pour les savants, et durant sa vie la ville a atteint un tel degré de perfection, qu'elle ressemblait à la ville d'Hérat du temps de Mirza Sultan Husayn Bayqara. »
Selon l'historien Vassifi, l'oncle de Mohammad Chaybani et le petit fils du timouride Mirzo Ulugh beg, Köchkunju, suivant la tradition de ses ancêtres, considérait à l'époque de son règne qu'il était de son devoir principal d'honorer les savants et les personnes éclairées. Durant le règne de Köchkunju les constructions et les travaux d'amélioration et de réparations se poursuivent à Samarcande parmi lesquels le monument d'Ulugh Beg,. En 1529-1530, sur ordre de Köchkunju dans la mosquée du vendredi Alika Koukeldach un nouveau minbar a été érigé, sculpté dans une seule dalle de marbre et, à proximité de la mosquée, au sud sur la place du Registan a été construit un autre monument important qui complétait l'ensemble de l'époque d'Ulugh Beg. C'était une médersa, érigée par le fils de Köchkunju, Abu Saïd khan et dont jusqu'aux années 1930 seule la tombe des Chaybanides a été conservée, connue sous le nom de Tchil Doukhtaron.
Sous le règne du souverain ouzbek Abdullah Khan II (1557-1598), à Boukhara, est élevé l'ensemble architectural koch-médersa de deux médersas opposées. La première, la médersa Modarikhon construite vers 1567 en l'honneur de la mère d'Abdullah Khan II ; la seconde porte le nom d'Abdullah-Khan II lui-même et a été construite en 1588-1590 (médersa Abdoula-khan (ru)). Lors de la construction de la Madrasa Koukeldash à Boukhara (aujourd'hui la plus grande d'Asie centrale) ont été ajoutées sur les façades latérales des loggias. Dans la culture de l'Asie centrale sous les Chaybanides, les réalisations brillantes de l'ère précédente se poursuivent. La disposition des médersas est partiellement modifiée. Un accès indépendant est donné aux pièces d'angles. La galerie de la façade principale relie non seulement les cellules (khoudjres) de ce côté, mais elle donne également l'accès aux locaux du deuxième niveau situés derrière le portail. Dans la recherche des plans de la partie interne des médersas, des solutions nouvelles sont réalisées. Pour les médersas de Boukhara, par opposition à celles de Samarcande l'entrée est caractérisée par un axe suivi d'une ramification en deux couloirs. De plus le portail de la cour s'ouvre par une grande fenêtre grillagée (pandjara). De chaque côté de l'entrée se trouvent les pièces de la mosquée et les auditoires.
L'apparence des bâtiments change également. Les niches des portails reçoivent des formes à facettes et sont réduites en volume vers le haut par un demi-dôme. Les façades latérales sont décorées au second niveau d'arcades. Les hauts minarets d'angle cèdent la place à des tours massives, coupées au niveau des murs et recouverts d'un dôme. Les tours d'angles jouent aussi le rôle de piliers d'angle.
Dans la médersa, les minarets destinés à l'appel à la prière servaient de tour d'angle et étaient décorés de lanternes. Plus tard ce sont de petites lanternes disproportionnées qui déformaient l'apparence.
Les médersas les plus connues de l'époque des Chaybanides sont: la médersa Cheybani-khan, la médersa Abu Seid-khan à Samarcande ; la médersa Mir-i Arab, la médersa Abdoula Khana (ru), la médersa Modarikhon, la madrasa Koukeldash à Boukhara, la médersa Joubor Kalon, la médersa Tchor Bakr à Boukhara ; la médersa khodja Kamaladdin Kounak, et khodja Abduvali Pars, la médersa Abdulla-khan, la médersa Koukeldash (Balkh) à Balkh ; la médersa Barak-Khan, la médersa Abdulkasim ichana (ru), la médersa Koukeldach de Tachkent; la médersa Abdulaziz-khana à Vobkent ; la médersaе Tchoubine à Chakhrisabz ; la médersa Said Atalyk à Denov ; la médersa Ark-Itchi à Andijan.
Les maîtres des médersas (appelés mudarris) jouissaient du patronage des khans, de la haute noblesse féodale ; ils vivaient grâce aux fonds alloués par les fondateurs des médersas et d'autres personnes qui faisaient des dons suivant les règles juridiques du wakf. Dans la médersa entre 4 et 10 maîtres, des muddaris, étaient nommés par le souverain. Parfois les places de maîtres étaient occupés par des juges musulmans.

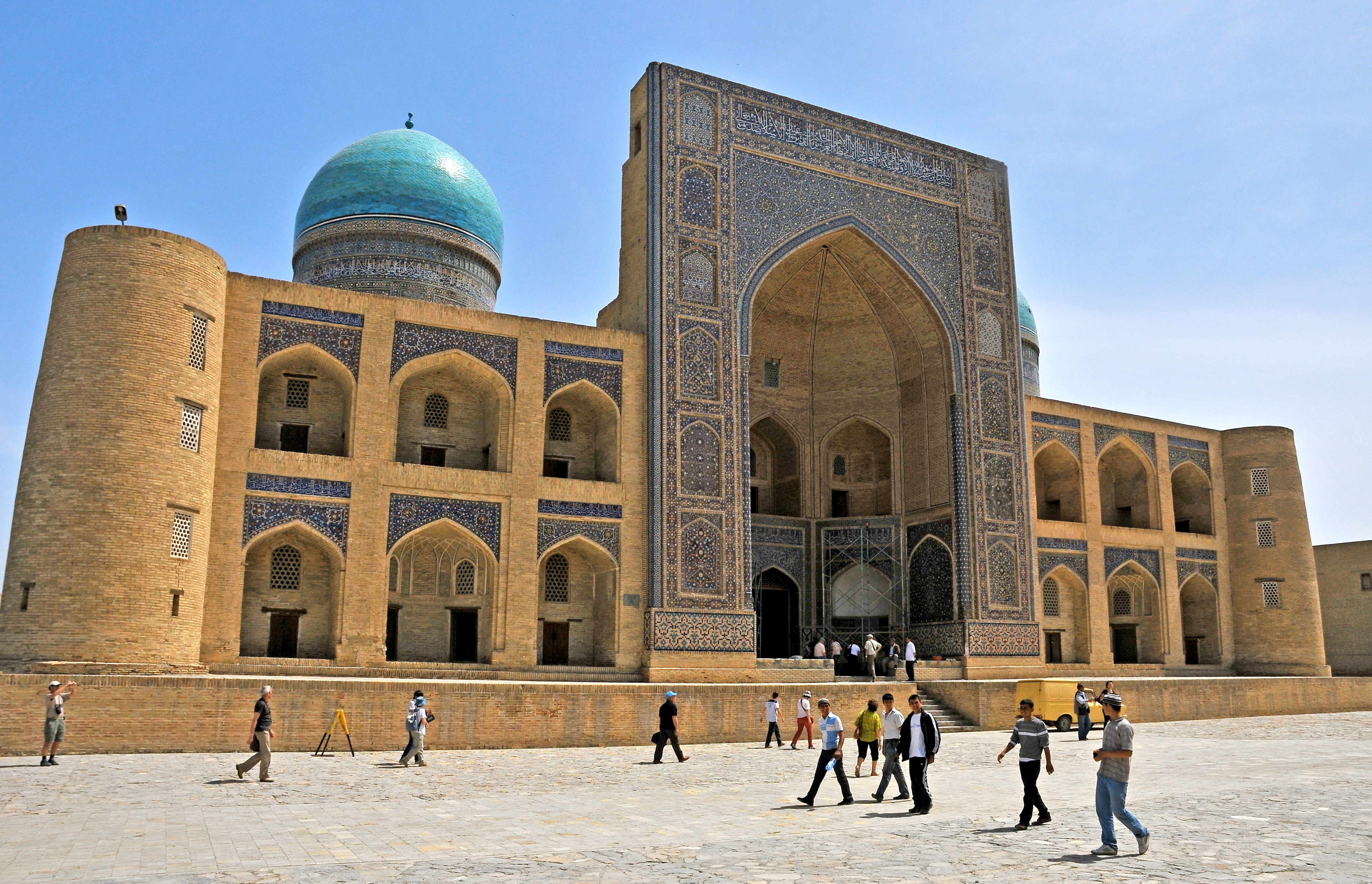
Médersa Mir-i Arab
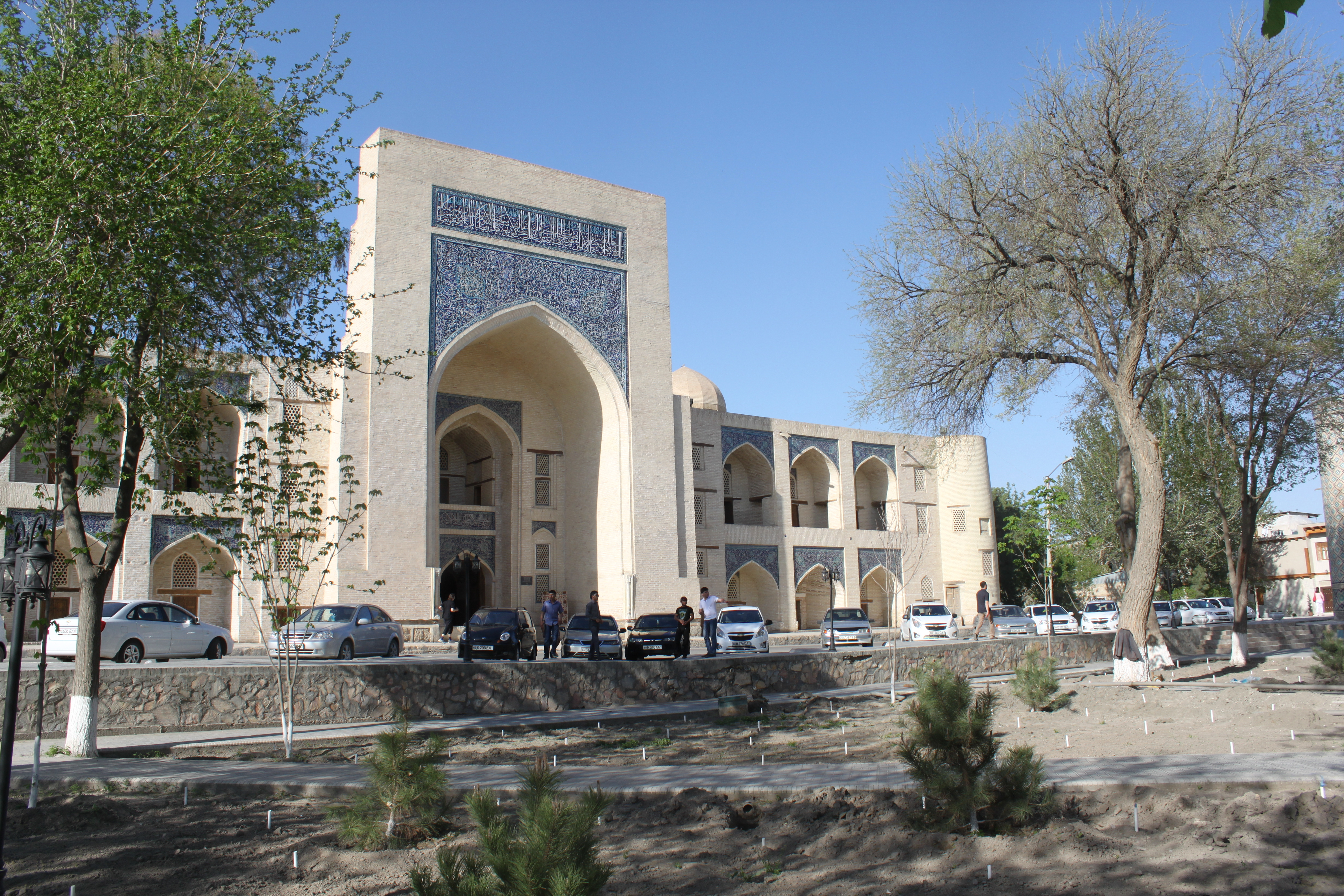
Madrasa Koukeldash Boukhara
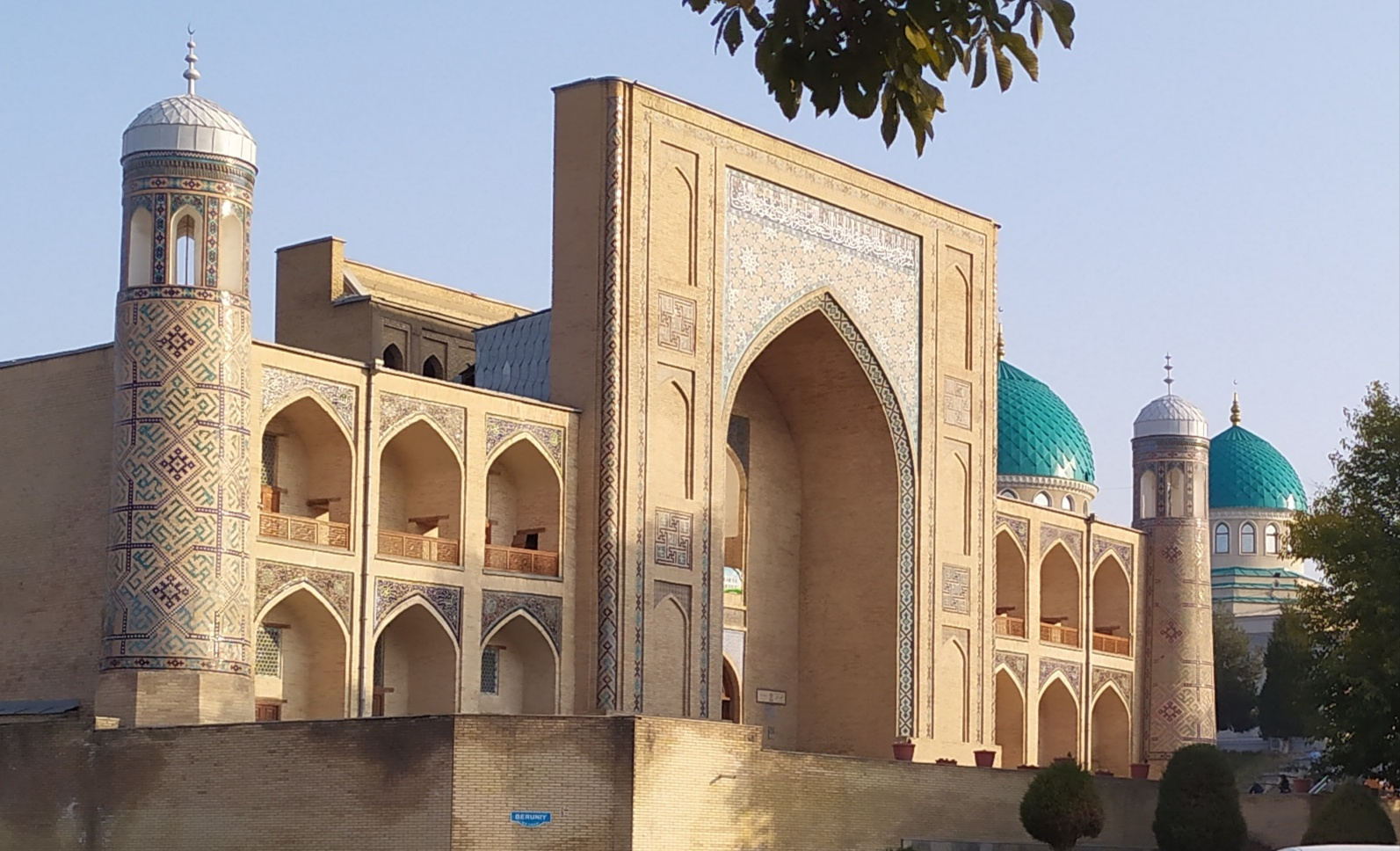
Médersa Koukeldach de Tachkent
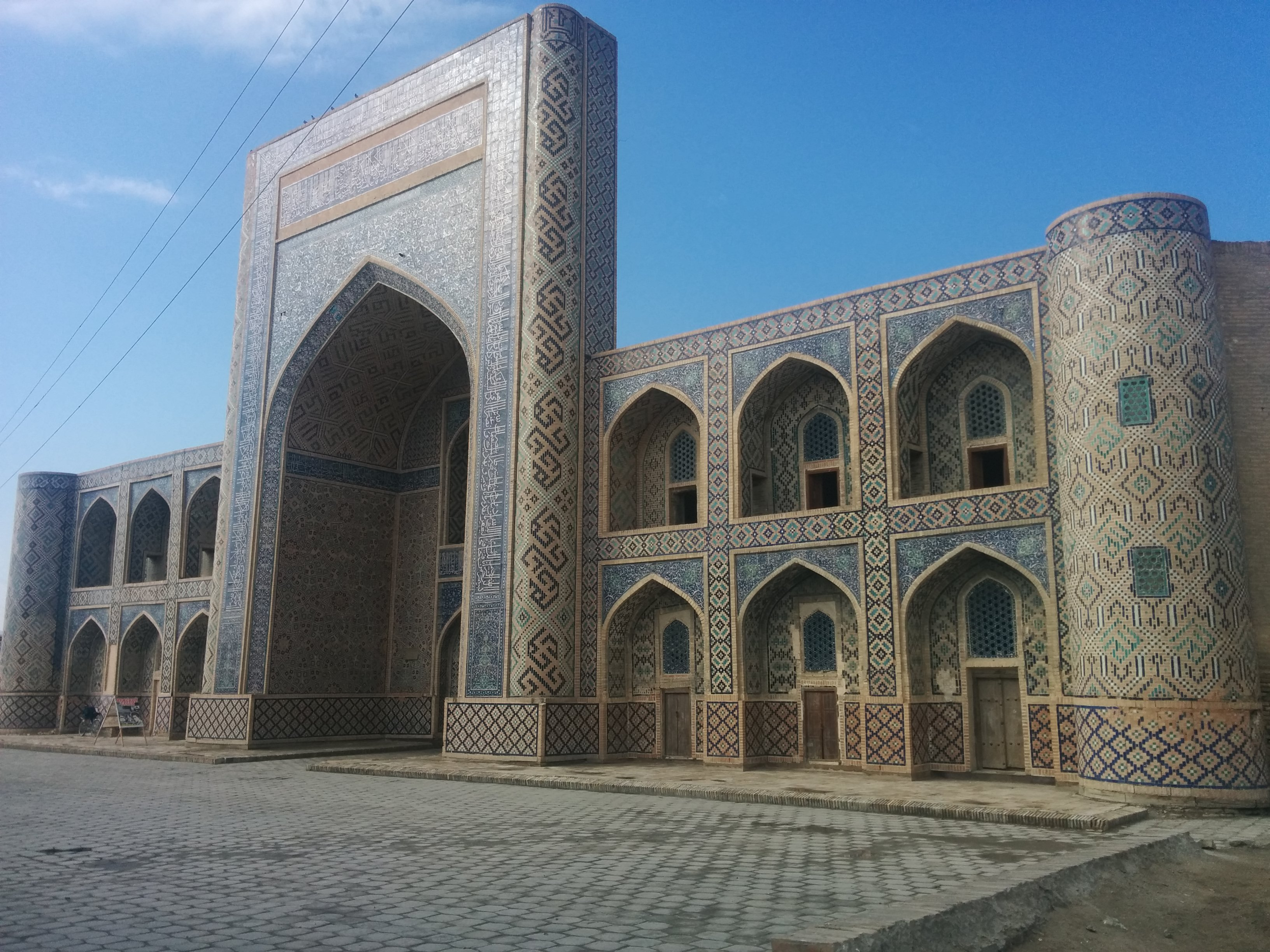
Médersa Abdoulla-khana (ru)

### Époque des Achtarkhanides
Les architectes de l'époque des Achtarkhanides, au XVIIe siècle, se réfèrent relativement peu aux réalisations de l'époque du souverain ouzbek Abdullah Khan II (1533-1598), préférant se référer aux époques antérieures. Ainsi, par exemple, ils n'adoptent plus le système élégant de la coupole sur pendentif, et appuient plutôt la coupole sur des trompes.
En 1619-1623; sur les fonds de l'émir ouzbek Nadir Devonbegui (ru), est construit le khanqah Nadir Divan-Begui, un ensemble koch avec la médersa Nadir Devonbegui, qui forme le Liab i Khaouz, au centre de Boukhara.
En 1632, à côté du mazar Khwaja Ahrar (en), à Samarcande, Nadir Devonbegui commence la construction de l'ensemble Khwaja Ahrar (ru), en ajoutant des éléments d'un khanqah. L'ensemble est achevé en 1635/1636.
Parmi les bâtiments de l'ensemble Liab i Khaouz, la médersa Nadir Devonbegui a été construite à l'origine pour être utilisée comme caravansérail et n'a été transformée que plus tard en médersa. Tous les éléments de son plan trahissent ses origines réelles : pas une seule partie n'est caractéristique de la médersa. La cour est entourée de khoujrs, et il n'y a ni mosquée ni auditoire ni iwans. De plus, l'entrée ne se dédouble pas comme c'est de règle ; un couloir étroit au fond du bâtiment reliait, apparemment la cour à des stalles pour chevaux et pour chameaux. La mosaïque en faïence sur les tympans du portail représente des cigognes, ou d'autres oiseaux légendaire, les homax et un jeune daim pris dans leurs serres.
La médersa Abdoullaziz Khan est un monument remarquable de l'architecture de Boukhara. Cette médersa, fait partie d'un ensemble koch avec la médersa d'Ulugh Beg , et était destinée à éclipser les monuments du XVe siècle par sa beauté. Abdoullaziz Khan (ru) a cherché à créer une structure historique qui par sa taille et son luxe, dépasserait tout ce qui a précédé à Boukhara en matière d'architecture. Cette médersa reflète clairement les idéaux de son siècle.
Au XVIIe siècle, le dirigeant de la province (vilayete) de Samarcande était un représentant d'une famille ouzbek Yalangtouch Bakhadour (ru). À cette époque, un nouvel ensemble est créé, sur ses fonds, sur la place du Régistan. Le khanqah d'Ulugh Beg qui était délabré a été rasé et la médersa Cher-Dor édifiée à son emplacement. Dix ans plus tard, à la place du caravansérail de Mirza, la construction de la mosquée principale de la ville a commencé.
Sous les Achtarkhanides à Balkh (Afghanistan) sont construites la médersa Chakh-bek Koukeldach, la médersa Nadira Moukhammad -khan (ru), la médersa Soubkhankouli-khan (ru).
Les médersas possédaient une bibliothèque islamique. Dans l'encyclopédie Bakr al asrar (ru) sont repris des termes tels que kitobdor-i kossa (khan bibliothécaire), kitobdor-i medersa (bibliothécaire de médersa). Les fondateurs de médersa étaient des personnalités de haut rang qui faisaient des donations appelées waqf, réglées en détail par le droit islamique. Ainsi Nadir Moukhammad-khan a légué à la bibliothèque de la médersa 2 000 volumes provenant de sa bibliothèque personnelle. Dans la bibliothèque travaillaient ensemble des copistes (kitob navissandagon), des miniaturistes (mounakkachon), et des artistes de l'inlay (mouzakhkhibon), des éditeurs (moukharriron), des relieurs (sakhkhafon) et d'autres encore.

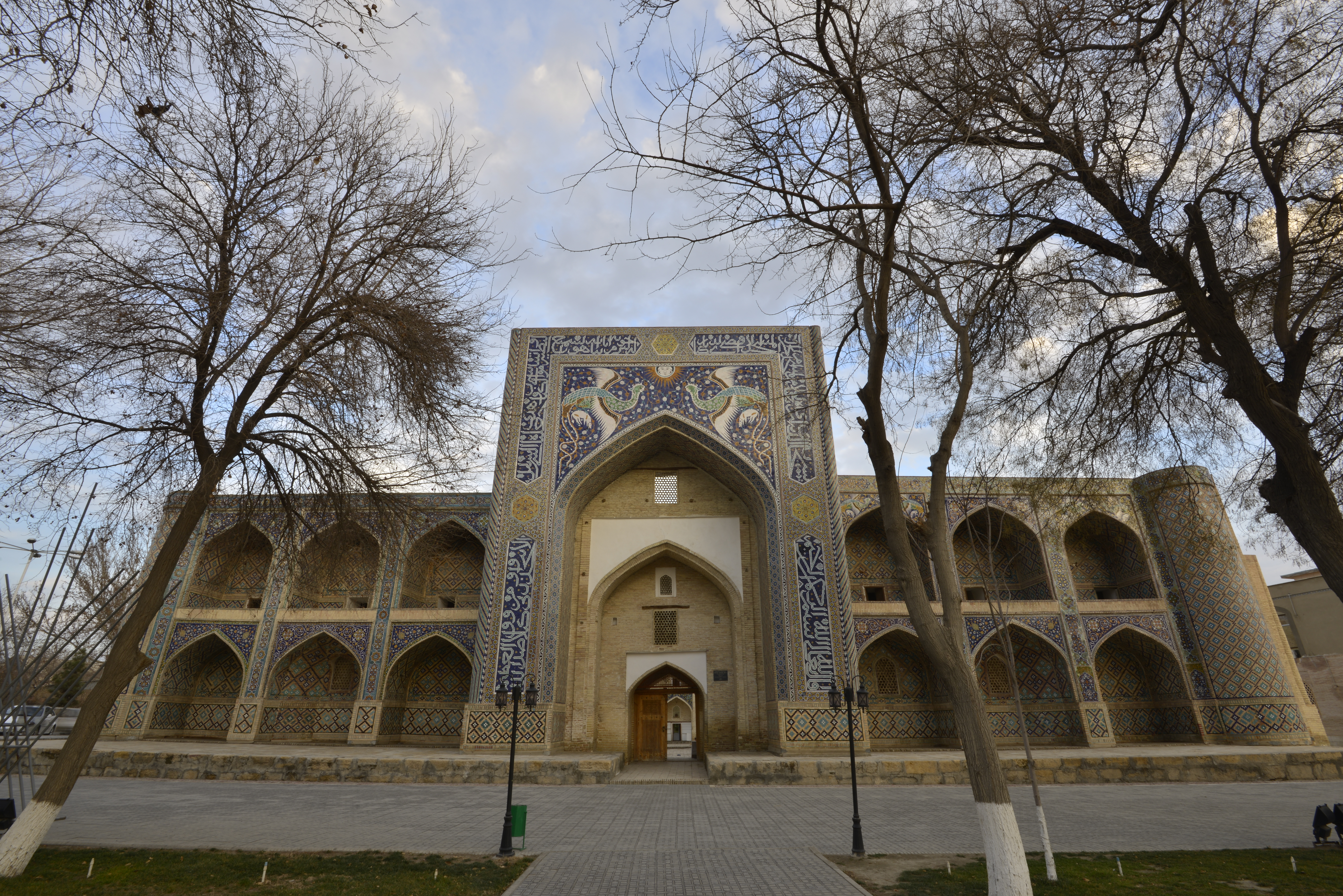
Médersa Nadir Devonbegui
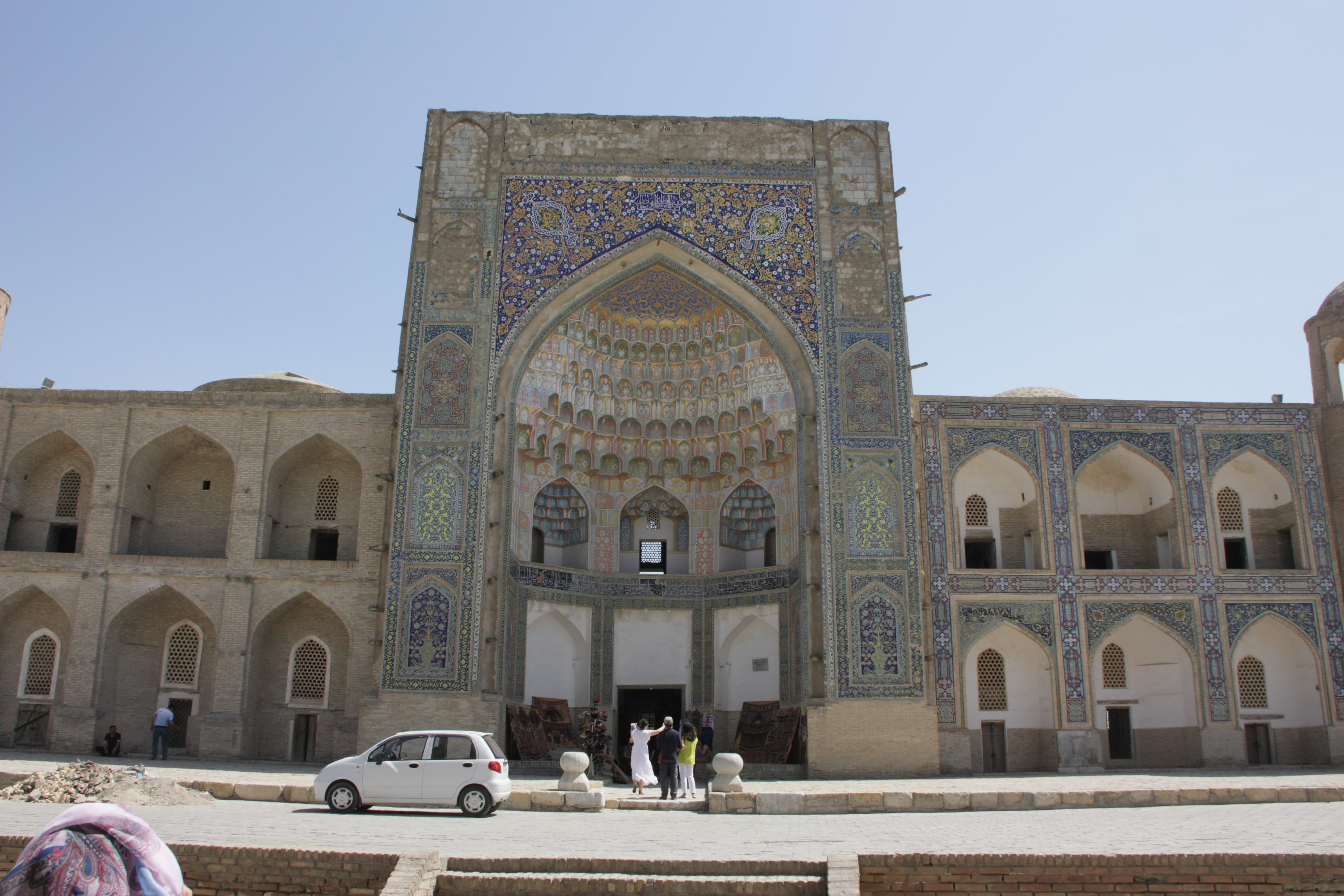
Médersa Abdoullaziz Khan
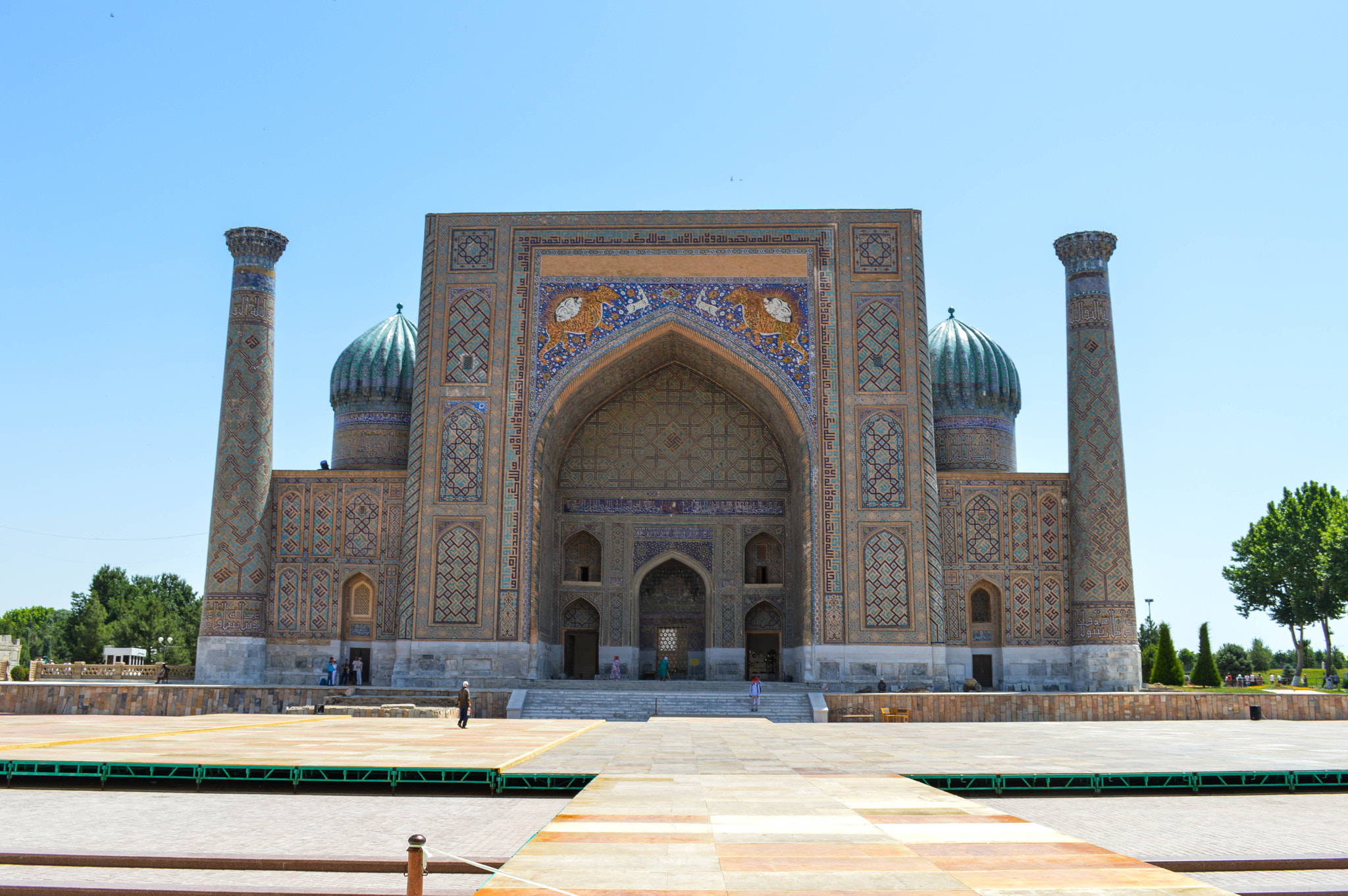
Médersa Cher-Dor
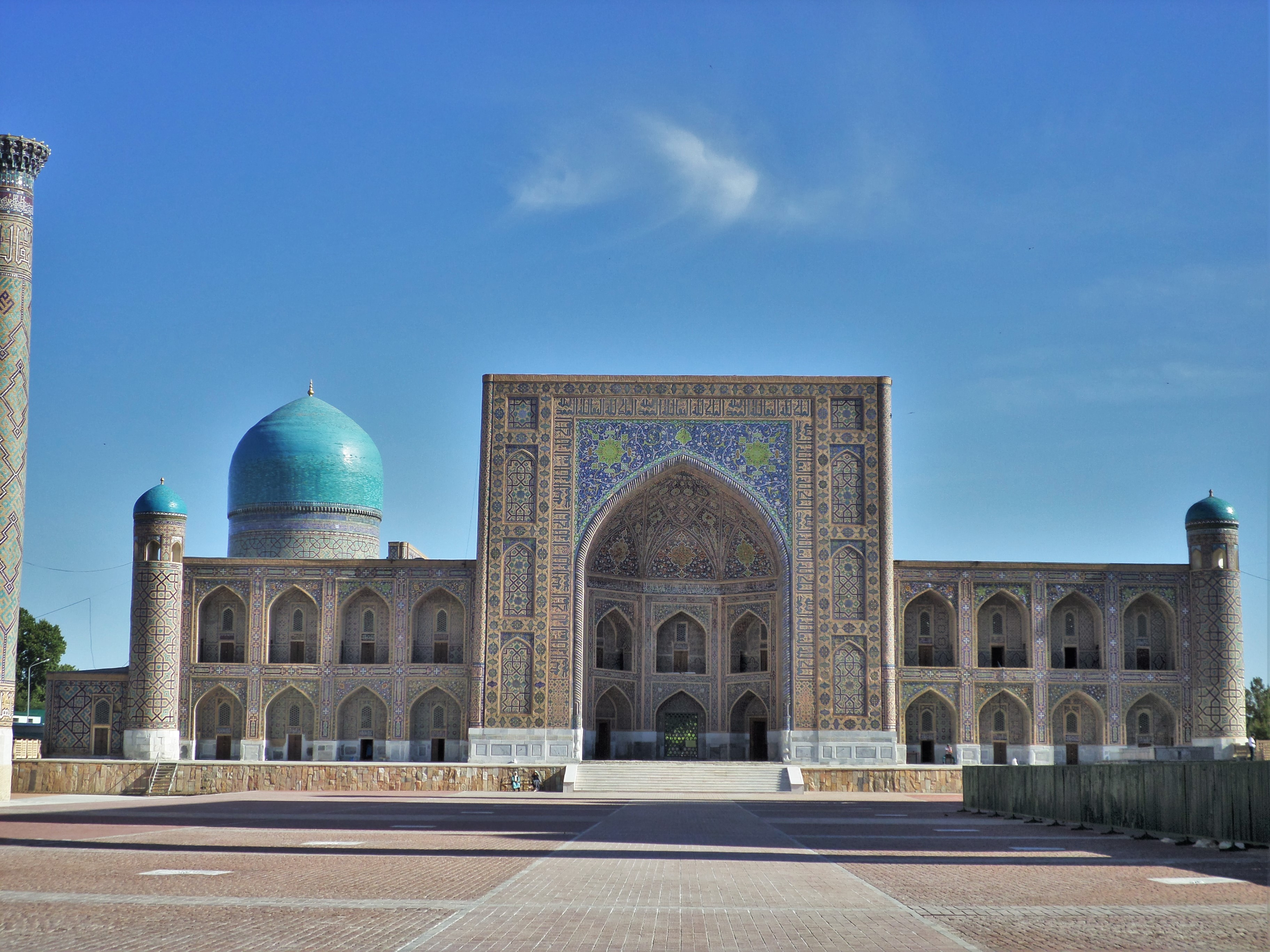
Médersa Tilla Kari

### Époque du Khan ouzbek (XVIIIesiècle— première moitié duXIXesiècle)
Dans la première moitié du XVIIIe siècle, l'Asie centrale a connu une grave crise politique et économique. L'une des raisons du déclin économique est la disparition des anciennes voies caravanières. Les effets des invasions incessantes de tribus nomades, des guerres intestines ont été désastreux.
Au cours des XVIIIe siècle- XIXe siècle, de nombreux Gengiskhanides kazakhs ont reçu une instruction supérieure dans les médersas du khanat d'Ouzbékistan.
L'architecture des XVIIIe siècle-XXe siècle des différentes régions d'Asie centrale est de valeur inégale suivant son oblast d'origine et l'école locale à laquelle elle se rattache.
L'émir Chakhmourad (en) fréquentait beaucoup le clergé et, sur ses indications, ont été restaurées ou reconstruites la médersa Khodja Akhrar de Samarcande, ou encore la médersa Safed (médersa blanche), la médersa Cheibani-khan (ru), la médersa d'Ulugh Beg (Samarcande) et d'autres encore.
La population, associée aux activités des institutions du culte à Boukhara, était plus élevée que dans n'importe quelle autre ville d'Asie centrale. Parmi celle-ci, il faut d'abord compter la population étudiante dans les médersas. Nikolaï Khanykov a estimé son nombre à 9-10 mille personnes. Selon l'explorateur anglais Alexander Burnes, en 1831-1833, Boukhara comptait 336 médersas et un tiers de celles-ci occupaient des locaux relativement bien aménagés. Dans les grandes médersas on comptait 70 à 80 étudiants en formation. 

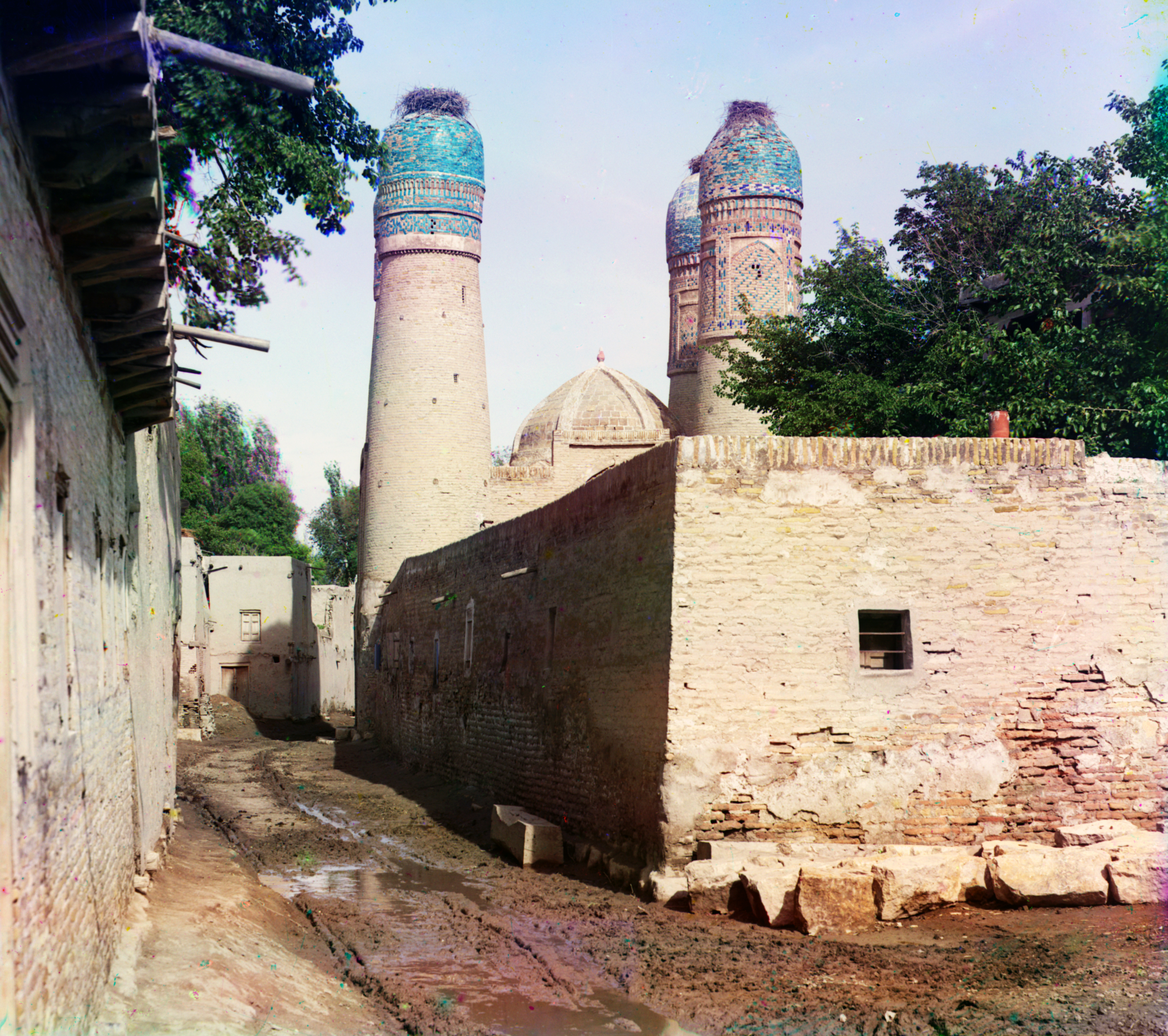
Tchor Minor au début du XXe siècle. Photo Sergueï Prokoudine-Gorski, 1909—1915

À l'époque de l'émir Haydar bin Shamurad (en), vers 1800, des dizaines de mosquées et de médersas ont été construites à Boukhara. L'une des plus inhabituelles, quant à son aspect, est la médersa du cheikh soufi Khalif Niazkhoul, connue sous le nom de Tchor Minor. Le plan et l'organisation de cette médersa suit un plan habituel avec sa cour entourée d'une rangée de cellules (koudjr) sur un étage et la mosquée à l'angle sud-ouest. L'entrée de la médersa, par contre, diffère fortement : c'est une construction à deux niveaux avec quatre dômes aux angles recouverts de faïence bleue.
Au XIXe siècle, 60 nouvelles médersas sont construites à Boukhara. Les historiens éminents diplômés de ces médersas étaient Mirza Sadyk mounchi (ru), Moukhammed Yakub ibn Danialby (ru), Moukhammad Charif ibn Moukhammad Naki (ru).
L'une des plus anciennes et des plus grandes est la Médersa Chergazi-khan (ru) à Khiva, qui a été construite par le souverain ouzbek Chergazi-khan (ru) en 1718. C'est dans celle-ci qu'ont été formés les étudiants de Khiva et des environs, ceux du Turkestan, au nombre desquels les poètes Magtymguly Pyragy et Ájiniyaz (en).
Les médersas de Khiva (ru), au XIXe siècle-XXe siècle, possèdent des caractéristiques locales propres. La façade principale est séparée de la rue par une cour extérieure, entourée d'un mur et présentant une entrée surmontée d'un dôme. Le portail principal est entouré d'un cadre rectangulaire simple. La niche à facettes du portail est divisée au niveau de l'étage par un balcon garni de consoles sculptées. Les ailes de la façade principale sont complétées par des tourelles. La plus grande est la médersa Mohammed Amin Khan. Ses façades latérales, comme celles de la madrasa Koukeldash de Boukhara, présentent une particularité architecturale : au deuxième niveau apparaissent de riches loggias profondes pourvues d'arcs en forme de flèche. À côté de la médersa Mohammed Amin Khan a débuté, en 1855, la construction du grand minaret Kalta Minor qui, selon le plan de Mohammed Amin Khan, devait dépasser en hauteur tous ceux d'Asie centrale.
La médersa Alla Kouli Khan présente sur deux niveaux un nombre total de 99 cellules (khoudjr). De chaque côté de l'entrée, sont disposés comme d'habitude la mosquée et l'auditoire. Au-delà se trouvait une bibliothèque de grande dimension pour l'époque, qui était fréquentée par les élèves de toutes les médersas de Khiva. Le portail principal, les quatre parvis, les tympans des arcs sont doublés de majolique. Sur le site de la cour avant était installée une petite médersa du nom de Khodjamberdybia (ru) (1688), qui a été incluse dans l'ensemble de la médersa Alla Kouli Khan.  
Seules les plus grandes médersas de Khiva ont été construites à deux niveaux. Dans la plupart des cas elles n'étaient d'ailleurs à deux niveaux que sur la façade principale, les trois autres façades se limitaient à un seul niveau recouvert d'une haute paroi. Il en est ainsi à la médersa Islam Khodja; le minaret de cette médersa Islam Khodja (1910), est garni de faïence et domine la ville de sa hauteur de 44,6 m.
En réalité, il n'y a qu'à Khiva que l'on peut parler d'une école intégrale et originale d'art de l'architecture monumentale. Malgré les invasions mongoles, les campagnes de Timour, les années de troubles au XVIIIe siècle, les maîtres du Khwarezm ont conservé les plus anciennes traditions architecturales que l'on retrouve dans les formes et dans les décors des bâtiments qu'ils ont édifiés.
La ville de Kokand est passée du statut de colonie médiévale à celui de ville au XVIIIe siècle seulement et c'est ainsi que son architecture a été importée d'autres régions. On sait par exemple que toute une famille de constructeurs a déménagé de Boukhara jusqu'à Kokand.
Le plus ancien édifice de Kokand est la médersa Narbouta-Bia (ru) connue aussi sous le nom médersa-i-Mir (fin du XVIIIe siècle).
La quasi-totalité des médersas de la vallée de Ferghana ont été édifiées au XIXe siècle, à l'époque du khanat de Kokand. Dans la première moitié du XIXe siècle, 15 médersas étaient ouvertes à Kokand. Les plus importantes étaient : les médersas Khakim tura, Mokhlar oyim, Madali khana, Narbuta-bia, Djami, Ali, Sultan Mouradbek, Khodja dodkhokhоkh, Ming oyim. Au centre de la ville de Shoʻrsuv (en) ont été construites 4 grandes médersas. Elles abritaient de 38 à 108 cellules (khoudjr). À Marguilan a été édifiée la médersa Saïdakhmad khodji et dans la banlieue d'Andijan les médersas Otakouzi, Mirzakouli Boulich. Plus de 200 médersas ont été construites dans des villes du khanat telles que Kokand, Tachkent, Andijan, Khodjan, Oura-tela, Marguilan, et au Turkestan.

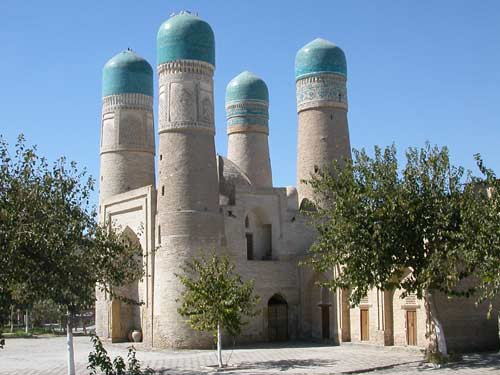
Tchor Minor ou médersa Khalif Niazkhoul
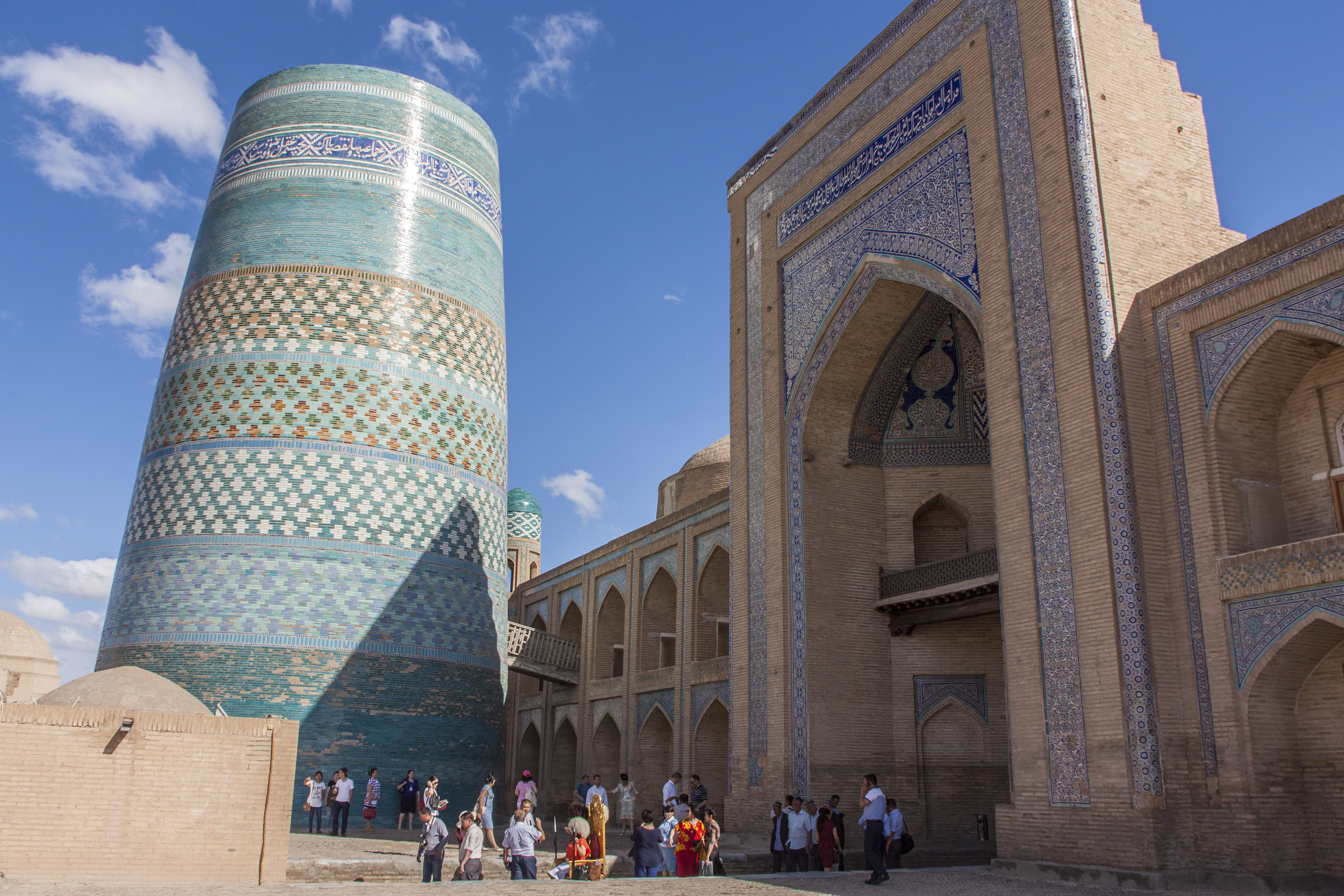
Médersa Mohammed Amin Khan et minartet Kalta Minor
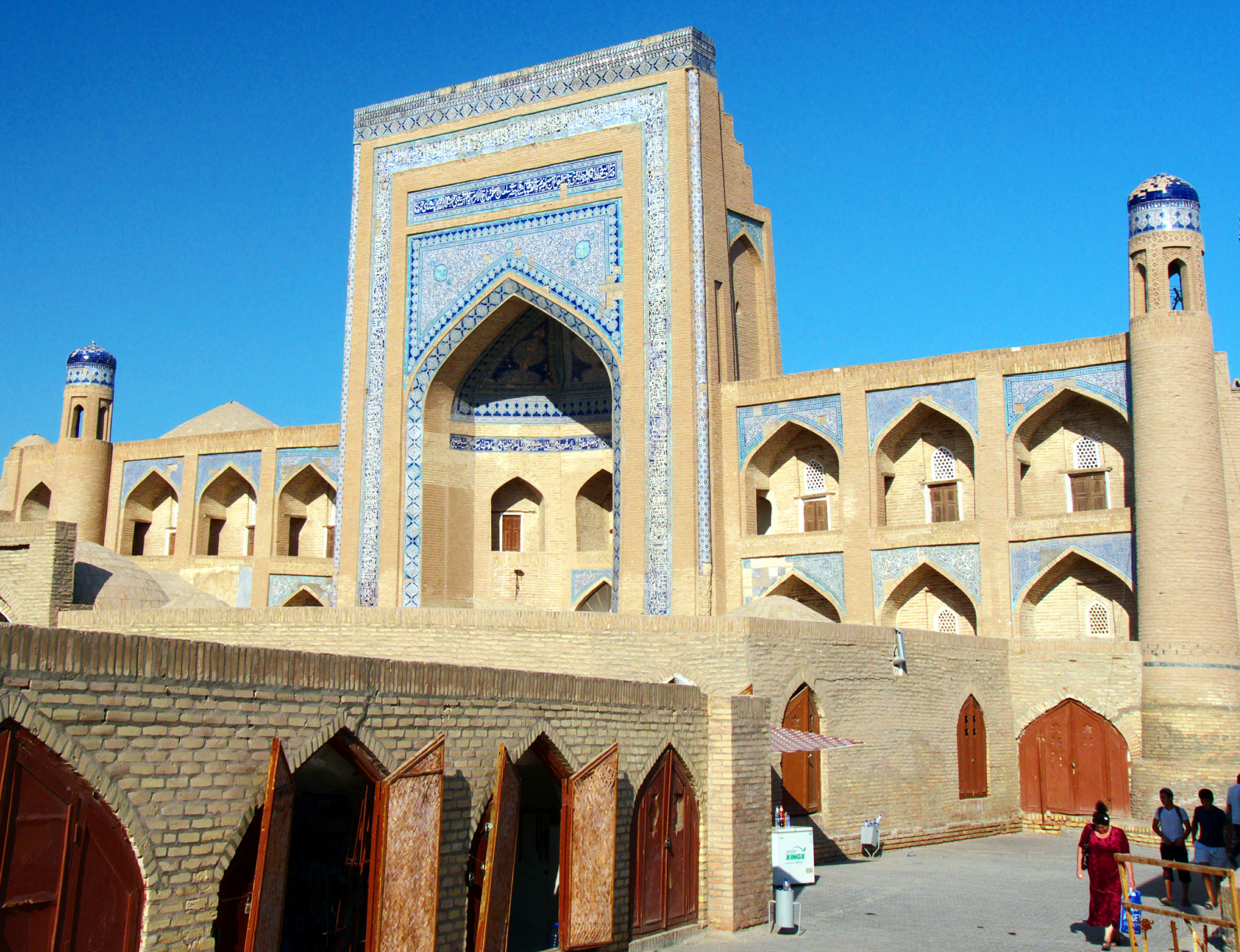
Médersa Alla Kouli Khan
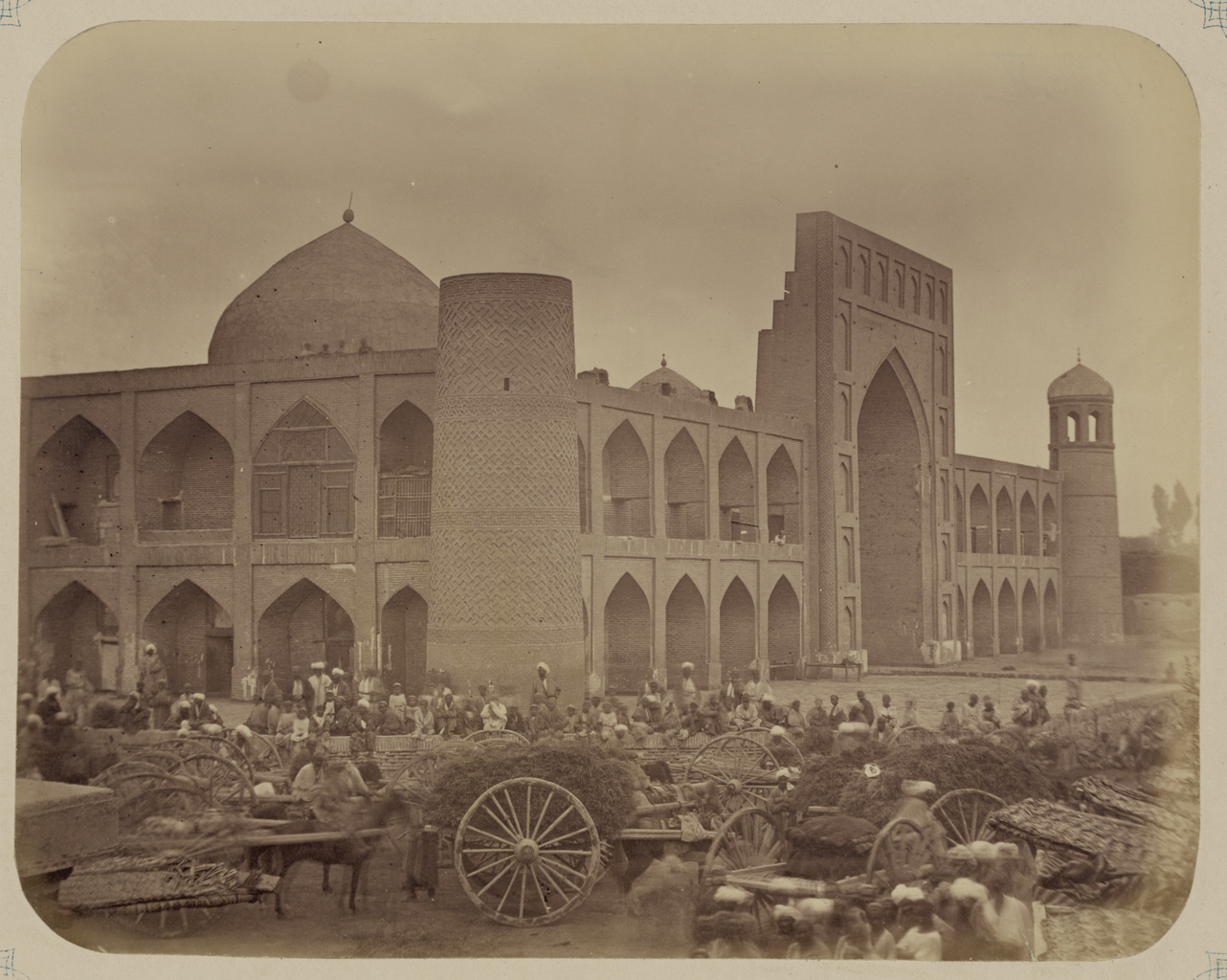
médersa Madalikhan (ru)

Pour accéder au cours complet de science dans les médersas de l'Asie centrale, il fallait, selon l'orientaliste Nikolaï Khanykov, d'étudier 137 ouvrages dont la plupart portaient sur la logique et la philosophie.

### Époque de l'Empire russe
À la fin du XIXe siècle, il existait 336 médersas dans l'Émirat de Boukhara, 132 médersas dans le Khanat de Khiva, 348 médersas dans le Gouvernement général du Turkestan.
Habituellement, les cours de formation duraient de 3 à 5 ans, parfois 7 ou 8 . Ils commençaient avec le manuel Avali-ilm (Début de la science), écrit en persan. Puis les étudiants apprenaient la grammaire arabe, car la plupart des manuels étaient écrit en arabe. À la médersa, ils suivaient un cours élémentaire de logique et de philosophie. Après la maîtrise l'étudiant pouvait étudier plus longuement dans l'une des deux sections : science juridique (théologie juridique) et enseignement général (sagesse quotidienne ou soviétique). Il était également formé aux bases de mathématique et de géométrie.

#### Gouvernement général du Turkestan
Dans les medersas, les enseignants (muddaris) enseignaient la philologie arabe, la théologie, le droit. La surveillance générale des médersas était assurée par le shaikh-oul-islam (principal religieux) et les kazis (juges). Ces dirigeants avaient tous une formation théologique supérieure.
À la fin du XIXe siècle, début du XXe siècle, un mouvement de réforme est apparu en Asie centrale qui porte le nom de jadidisme. Des journaux ont commencé à être publiés, des manuels à être édités, en particulier sur les sciences naturelles. La culture européenne fait l'objet de propagande à propos de ses acquis et prépare l'apparition de la laïcité, la montée de la conscience nationale. Les jadidistes introduisent l'étude de langues étrangères, de la physique, de la chimie, de la psychologie, de l'hygiène, de l'agronomie, de l'économie, de la comptabilité et du commerce..
Au début des années 1890, dans le territoire du Turkestan, parallèlement au déclin des anciennes médersas, le nombre de nouvelles petites médersas augmente. Ainsi, sur le territoire de l'oblast du Syr-Daria, avant la conquête russe du Turkestan à la fin du XIXe siècle, il existait 21 médersas, et pour l'année scolaire 1890/91, elles étaient déjà au nombre de 32. En 1876 il n'y avait que 11 médersas à Tachkent et en 1910 il y en avait 22.
En 1871, des habitants de Tachkent et de son ouiezd ont développé une initiative de réformation d'une médersa de Tachkent sur un modèle russe en introduisant des cours en langue russe pour certaines matières. Une commission de traducteurs sous la direction de Mikhaïl Terentev (ru) s'est immédiatement mise au travail. Après la réunion de la douma de la ville de Tachkent la décision a été prise de prendre en charge l'introduction de la langue russe dans les médersas. Mais cet exemple ne s'est pas étendu aux autres écoles confessionnelles.
À l'été 1884, le général d'infanterie Nicolas von Rosenbach, récemment désigné au poste de gouverneur général du Turkestan a réuni à Tachkent une commission délibérant en secret, qui a reconnu « souhaitable et utile de diffuser la langue russe au sein de la population dans l'espoir de servir progressivement au rapprochement intellectuel entre les indigènes et des Russes et à l'éradication des préjugés contre les Russes considérés comme des conquérants. »
En 1898, le ministère de la guerre a présenté une demande d'introduction de la langue russe comme matière obligatoire dans les médersas existantes durant une période de trois ans . Cette mesure devait servir selon le ministère à limiter l'influence néfaste des écoles confessionnelles dans la formation de leurs étudiants.
La saisie des biens provenant des waqfs au sein des organisations religieuses par le gouvernement général du Turkestan a aggravé la situation financière des médersas dont un grand nombre a été obligé de fermer ses portes.
Le 31 mars 1906, est adopté un « règlement pour les écoles destinées aux étrangers vivant à l'est et au sud-est de la Russie », suivant lequel devaient s'ouvrir des classes de langue russe dans les écoles confessionnelles et autres établissements.
La vague de protestation qui a suivi de la part de la population musulmane de la Russie, a obligé le gouvernement à apporter des modifications sérieuses au règlement instauré. En particulier le pouvoir a dû abandonner l'obligation imposée aux mollahs de connaître la langue russe. Le clergé musulman était catégoriquement opposé à cette obligation et, sans ces enseignants, les élèves risquaient de se retrouver sans clergé.

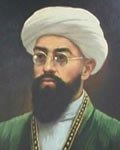
Makhmoudkhodja Bekhboudi (1875-1919)

En 1907, la fraction musulmane de la douma d'État à Saint-Pétersbourg s'est vue soumettre un «Projet d'autonomie culturelle du Turkestan» dont l'auteur était un des leaders du mouvement du jadidisme Makhmoudkhodja Bekhboudi (ru). Dans son programme, l'auteur prévoit la privatisation des écoles primaires et des médersas du Turkestan et exige que l'administration coloniale ne s'immisce plus dans les affaires spirituelles et culturelles du pays. Il exige aussi que cesse la campagne de réinstallation des paysans sans terres de Russie au Turkestan et le retour des peuples autochtones vers leurs terres d'origine et les ressources que celles-ci produisent. Une des revendications est également que l'alphabet cyrillique ne soit pas rendu obligatoire pour les peuples musulmans qui utilisent d'autres langues que le russe.

#### Émirat de Boukhara
Même après l'établissement du protectorat russe sur l'émirat de Boukhara, la capitale Boukhara a continué d'être le centre le plus important du savoir en Asie centrale. Dans la seconde moitié du XIXe siècle, au début du XXe siècle, le nombre d'étudiants dans les médersas, provenant des classes intermédiaires de la population de Boukhara s'est modifié. D'une part, durant cette période, de nouvelles médersas ont été construites et des étudiants de différentes nationalités sont venus les fréquenter. Il s'agissait d'Ouzbeks, de Tadjiks, de Turkmènes, de Kazakhs, de Tatars et d'autres encore. D'autre part, à la fin du XIXe siècle, début du XXe siècle, seul un cinquième de toutes les médersas de Boukhara étaient occupées pour l'enseignement. Les autres étaient occupées pour de l'habitat en commun ou comme dortoirs (obchejitié) dont les habitants n'avaient rien à voir avec les médersas.
L'année scolaire commençait en octobre. Les habitants achetaient alors tout le nécessaire pour l'hiver : sel, riz, graisse, kérosène, bougies, savon, charbon bois de chauffage. Tout cela était stocké séparément dans chaque cellule (khoudjr). La viande était achetée d'avance mais avec des petites livraisons séparée dans le temps pour assurer la conservation. Les femmes ne vivaient pas dans ces cellules. Les cours commençaient à quatre heures du matin et se terminaient à dix heures du matin. La prière occupait douze heures par jour, le reste du temps était réservé aux repas, au bachotage (moukolima), aux discussions (mounozara) jusqu'à la nuit. Après quatre heures d'activité une pause était prévue. Chaque auditoire avait ses élèves (djamoa) et son chef (kori-djamoa). 
Les étudiants des médersas de Boukhara n'étaient souvent que des habitants provisoires dans la ville. Ils prenaient en location une cellule, soit dans la médersa, soit dans d'autres immeubles proche de la médersa. Un nombre important d'étudiants se retrouvaient dans le quartier Djafar-khodja, habité par des riches, bien que l'habitat y fût modeste et attirait les étudiants boursiers ou ceux qui vivaient en faisant du petit commerce. Certains achetaient un emplacement dans une cellule puis la donnait en location en prenant leur bénéfice sur la transaction.
L'éducation à Boukhara était dans les mains du clergé. Parmi les enseignants on distinguait les mollah des muddaris(professeur), divisés en plusieurs catégories. La plus élevée était celles des Okhund, qui dirigeait la madrasa Koukeldash ; la suivait , celle des Aliam, affectée à la médersa Gaukuchan (ru) ; venait ensuite les Mufti-askars, attachés à la médersa Mir-i Arab, puis les Mufti-kalons à la médersa Gozion (ru), à la médersa Khodja Nikhol (ru) et d'autres encore. Chaque titulaire, au sein d'une catégorie, recevait un titre et un riche vêtement particulier (de tissus appelés banoras et bekassa) correspondant à son statut.
La nomination des muddaris dans la médersa était décidée par le juge supérieur de la charia, le cadi: dans les petites médersas en le choisissant lui-même et dans les grandes avec l'appui ou sur instruction de l'émir. Dans la plupart des médersas de Boukhara il y avait un ou deux muddaris. Il y en avait deux à la médersa Abdoullaziz Khan, à la médersa Abdullah-khan (ru) et à la Médersa Modarikhon, un seul à la médersa d'Ulugh Beg. Mais dans la médersa Djafar-khodja, qui recevait le plus de revenus du fait de ses nombreux waqfs, le nombre de muddaris s'était à une période élevé à quarante, chacun recevant une somme élevée par jour (2 000 tenegs). Les plus hauts postes étaient généralement occupés par des représentants aristocrates de naissance, en particulier ceux de la famille noble des Sheiks Djouibarskie. Une personne d'origine populaire ne pouvait atteindre des positions élevées que si elle acquérait une renommée particulière dans sa discipline.
La formation dans les médersas de Boukhara durait environ vingt ans. Après les 3-4 premières années, l'élève (mullavatcha) recevait le titre de muezzin (ou soufi). Un ou deux ans plus tard, il recevait le titre de dakhiaka, qui lui donnait accès à une bourse. La bourse de dakhiaka s'élevait à 120 tang par an. L'étape suivante conférait à l'élève le titre de salovot douchambégui, qui l'obligeait d'aller à la Citadelle Ark une fois par semaine pour y lire le coran. Ce n'est qu'alors que l'élève recevait le titre de muddaris, ses cours à la médersa étant terminés. Pendant plusieurs années, après avoir accueilli un groupe d'élève, il donnait cours lui-même gratuitement en échange de cadeaux et de la charité.
Le fait d'être passé durant plusieurs années par les cours d'une médersa de Boukhara était un grand avantage pour trouver des activités dans le domaine spirituel, intellectuel ou marchand. La plupart des étudiants de Boukhara étaient des fils de marchands d'Oufa, de Kazan, d'Orenbourg, de Merv. Ceux originaires de Boukhara même étaient moins nombreux.
Selon le magazine Shura (en), en 1916, à Boukhara, il y avait onze grandes bibliothèques (kitabkhanes), et les recettes des waqfs allaient à leur entretien. C'étaient les bibliothèques Djafar-khodja, Gaukuchon, Khodja-Nikhol, Kukeldach, Abdulaziz-khan, Mirzo Ulugh Beg, Badalbek, Dor uch-chifo, Bozori Gousfand, Bolo-khauz et Djouibar. Toutes étaient attribuées aux plus grandes médersas et en faisaient partie intégrante.
Selon Alexandre Semenov (ru) dans les médersas de Boukhara « les étudiants étaient divisés en deux groupes ou partis. L'un était composé des étudiants originaires de Boukhara et des districts voisins. Ils étaient appelés talabaï toumani. Un autre groupe était composé des étudiants provenant de l'Est de Boukhara, un pays très montagneux et s'appelaient talabaï koujistoni». Les deux groupes se présentaient comme des factions rivales. Chacune tentait d'attirer de nombreux étudiants de son côté.

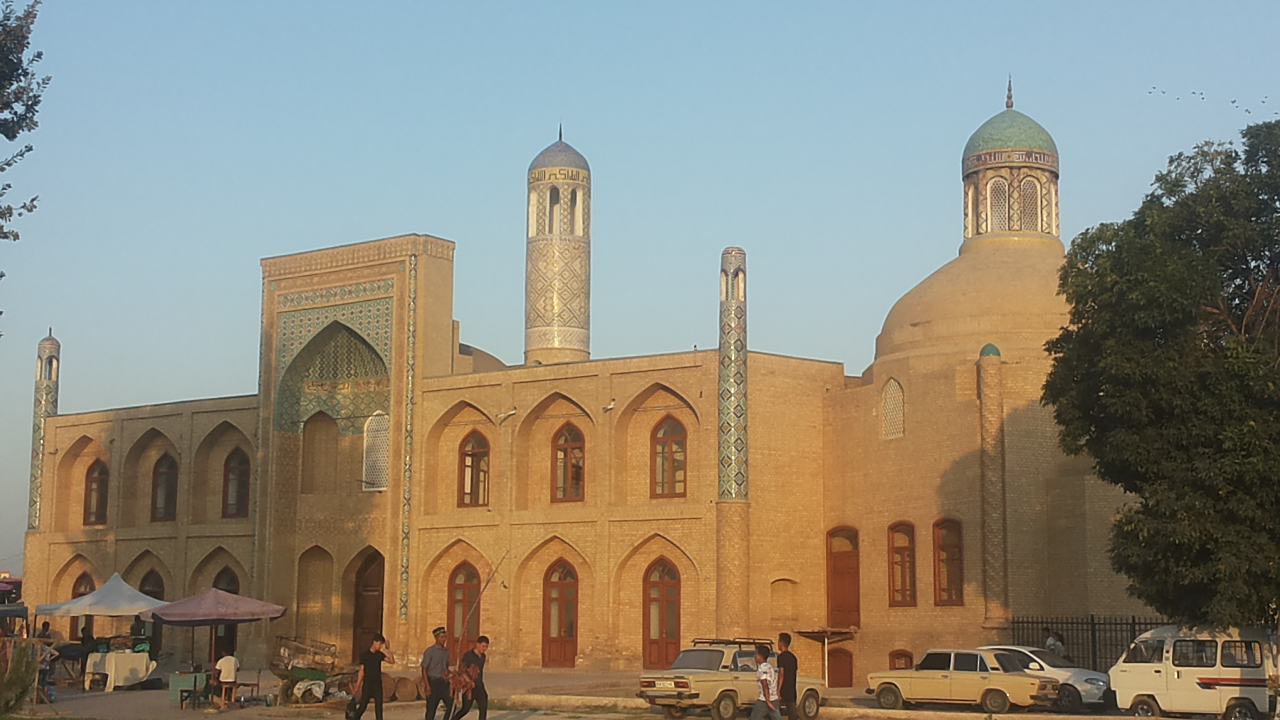
Médersa Moellah Kirigiz à Namangan

Les médersas du Boukhara oriental (ru) (territoire situé à la frontière occidentale actuelle du Tadjikistan) ont joué un rôle dans l'organisation d'un enseignement secondaire moderne en Ouzbékistan. Le plus grand nombre de celles-ci a été construit dans la seconde moitié du XIXe siècle, début du XXe siècle. Les programmes et les matières étaient les mêmes que dans les médersas de Boukhara même et du Turkestan. Un grand nombre d'étudiants des médersas du Boukhara oriental ont prolongé leurs études dans des établissements plus réputés se trouvant à Boukhara même ou à Samarcande. De nombreux habitants de la montagne ont été formés dans les médersas de la Vallée de Ferghana, et en particulier dans les villes de Kokand, Margilan, Andijan et Namangan.

#### Khanat de Khiva

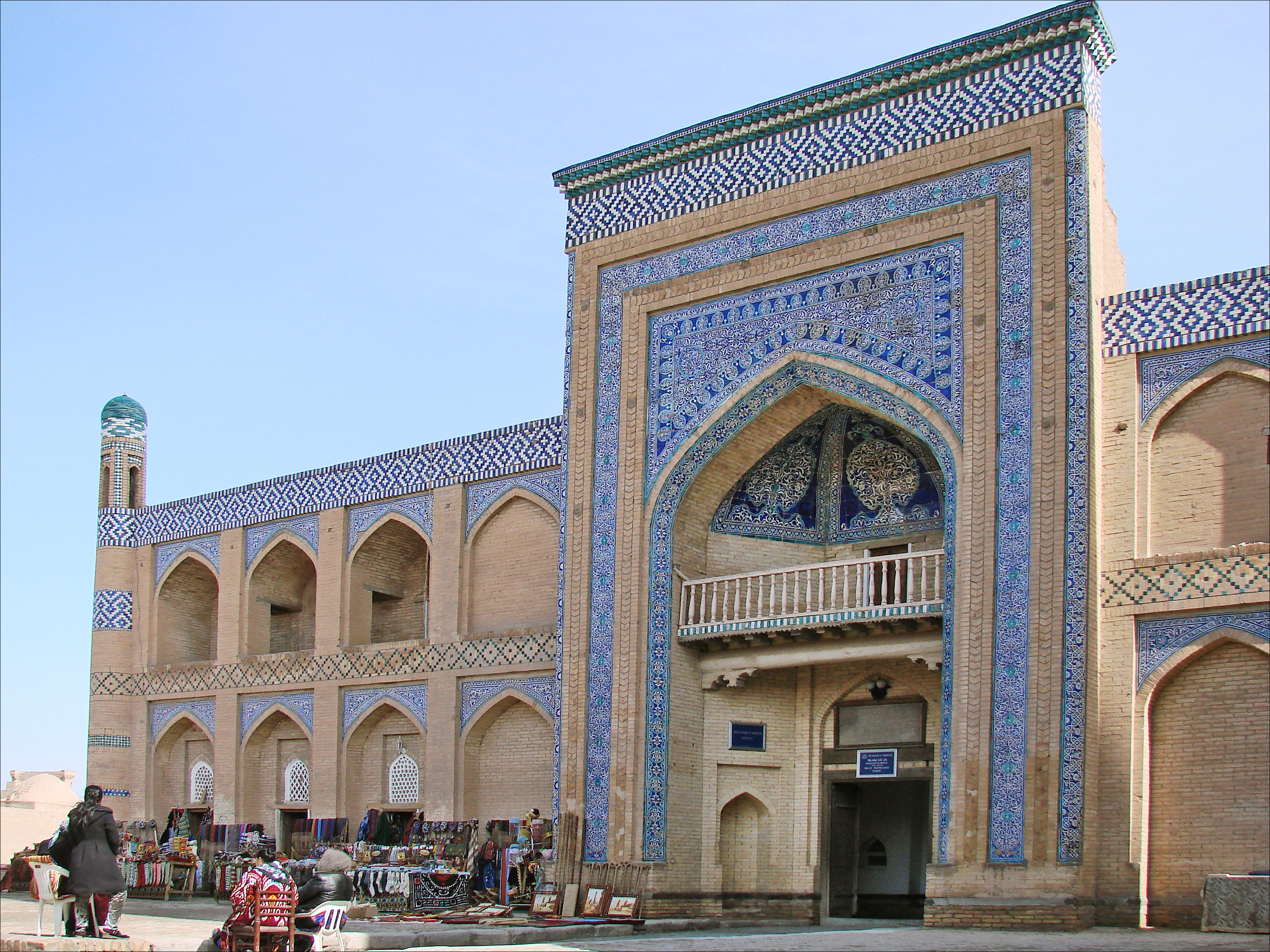
Médersa Islam Khodja à Khiva

Le haut niveau de l'enseignement supérieur par rapport aux autres régions, la préoccupation des khans par rapport au développement du système des médersas, la langue officielle ouzbèke ont contribué au développement des médersas dans le territoire du Khwarezm dont Khiva est l'une des villes principales. C'est sur la base d'un meilleur système d'enseignement et sous l'influence de la culture européenne que des réalisations avancées ont eu lieu dans ces régions. En 1874, dans le Khwarezm, Abdalov Atadjan (ru) a introduit l'imprimerie, quant à Khudaibergen Devanov, il est devenu le premier Ouzbek photographe et opérateur de cinéma.
Le premier savant du Khwarezm et de l'Asie centrale était Mulla Iskhak (ru) (1836-1892), philologue, chercheur à l'académie des sciences à Budapest dans l'Empire Austro-Hongrois, collaborateur du géographe orientaliste hongrois Ármin Vámbéry.

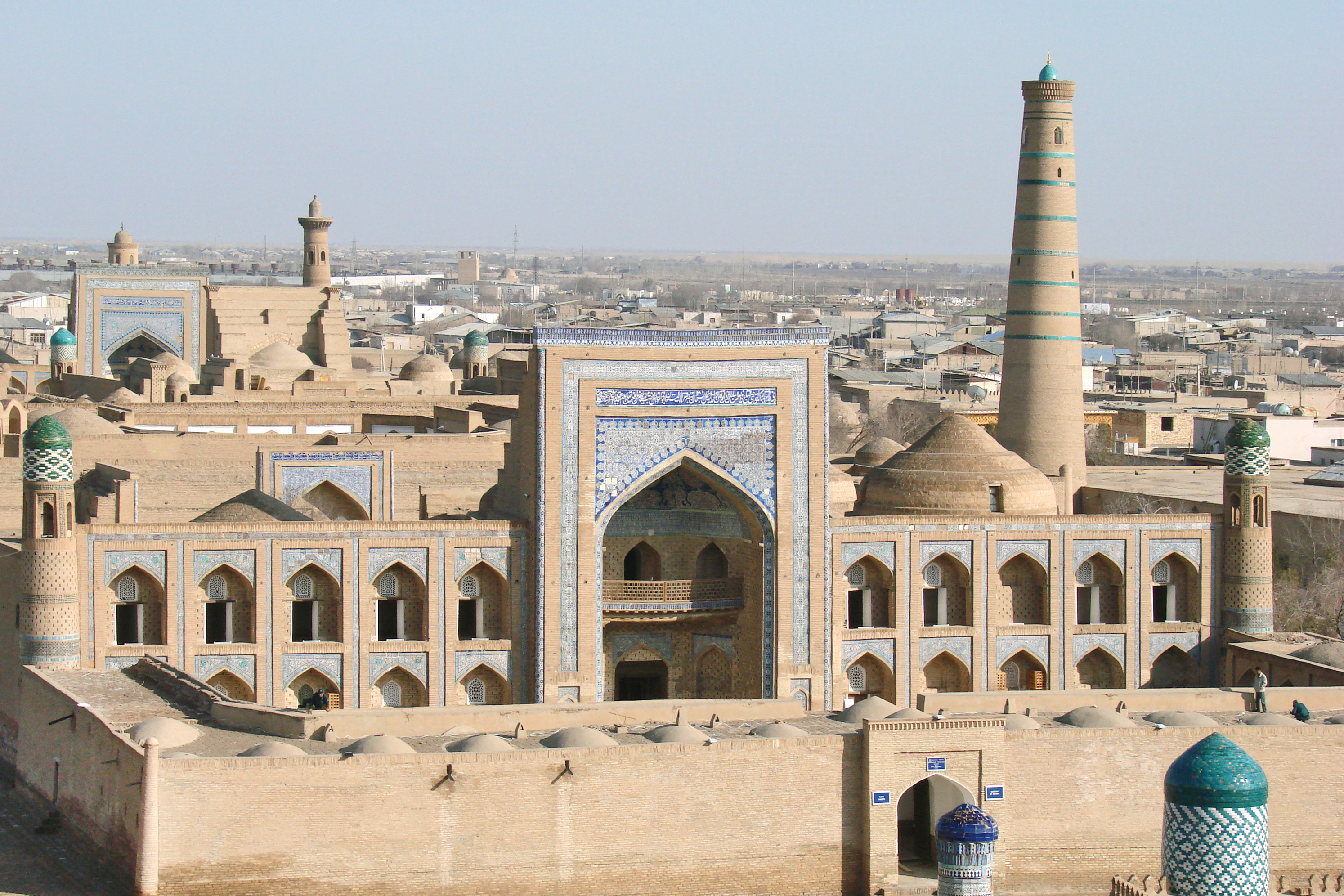
La médersa Mohammed Rahim Khan (Khiva, Ouzbékistan)

C'est sur ordre de Mukhammad Rakhim-khana II qu'a commencé la réécriture de plus de 1 000 manuscrits historiques et artistiques célèbres provenant de l'Est en langue ouzbek. .
Mukhammad Rakhim-khana II, comme tout dirigeant de l'Orient musulman, aspirait à devenir promoteur de la charia. Selon l'historien de la cour du Khwarezm Baian (ru) il a construit plus de quinze mosquées et médersas dans la ville de Khiva. L'une des médersas a été construite sur ses propres fonds et porte son nom : la Médersa Mohammed Rahim Khan II.
En 1912, le khanat de Khiva comptait 440 mekteb (école élémentaire) et jusqu'à 65 médersas que fréquentaient 22 500 étudiants. Plus de la moitié des médersas se trouvaient à Khiva (38) ; certaines d'entr'elles comme celle de Madamin-khan disposaient de waqf considérables sous forme de terres agricoles .

### Sous le pouvoir soviétique (URSS)
Après l'établissement du régime soviétique dans les années 1920-1930, une puissante propagande anti-religieuse a été déployée. Des centaines de médersas et de mosquées ont été fermées, les pèlerinages interdits. Ce n'étaient pas seulement les musulmans qui étaient persécutés, mais aussi les partisans des coutumes et des croyances populaires. 

Asie centrale soviétique en 1922

#### République socialiste soviétique du Turkménistan
Avant la révolution d'Octobre 1917, il existait 6 600 écoles primaires (mektebs) et 70 000 écoliers ainsi que 311 médersas et 9 000 étudiants.
Quant aux médersas et aux mektebs (écoles primaires), après la révolution, elles avaient toujours officiellement le droit d'exister. Cependant, en l'absence de directives précises, de dispositions législatives à leur sujet et au sujet des waqfs, les organes soviétiques locaux se sont contentés de suivre les textes législatifs provenant de Moscou, qui ne correspondaient pas à la réalité des problèmes au Turkestan. En vertu du décret de séparation de l'Église et de l'État (en), les écoles étaient séparées des églises, et l'Église s'est vu interdire d'élever les enfants. Le Décret sur la terre a aboli la propriété privée de la terre y compris pour les biens de l'Église, pour les monastères, pour les biens publics tels les écoles. Les autorités nouvelles de l'éducation nationale se sont appliquées à réformer les anciennes écoles et à modifier leur programme pour le mettre en conformité avec celui des écoles soviétiques.
Du fait de cette attitude des autorités soviétiques à l'égard des anciennes écoles, le nombre de médersas et de mektebs ainsi que le nombre d'étudiants a considérablement diminué. 
Lors du congrès des chefs de département de l'éducation nationale de la République socialiste soviétique autonome du Turkestan (АССР), Mounavvar Kary Abdourachidkhanov (en) a présenté un exposé sur les waqfs et a proposé de changer les méthodes des mektebs et des médersas et d'appliquer de nouvelles en vue de sensibiliser la population autochtone au nouveau régime. Cependant, dès la fin de l'année 1923, les biens provenant des waqfs n'ont pas été restitués aux institutions religieuses ce qui les a contraint à cesser leurs activités éducatives, faute de moyens.

#### Républiques de Boukhara et deKhorezm
En 1921, sous la direction de Abdoulkadir M. Moukhitdinov (ru), les médersas et les mektebs (école primaire) ont été prises en charge par le gouvernement de la République soviétique populaire de Boukhara et de la République soviétique populaire de Khorezm. Un nouveau règlement sur les waqfs a été mis en place en 1924, qui exigeait que les sommes et les biens détenus par ces institutions servent à la création d'écoles et de médersas ainsi qu'à l'entretien de monuments historiques présentant un intérêt architectural. 

#### Après l'organisation territoriale nouvelle de l'URSS
Les bolcheviks se sont peu à peu renforcés politiquement et militairement et ont mené une vaste offensive contre la religion en Asie centrale dans les années 1930, écartant la reconnaissance de tout statut politique ou législatif à l'Islam. De nombreux théologiens musulmans ont été réprimés, exilés en Sibérie ou dans d'autres régions de l'URSS, de nombreuses médersas ont été fermées ou transformées en locaux de stockage de biens économiques. le système d'éducation islamique a ainsi été détruit. Le déclin final a été la traduction à la fin des années 1920, milieu des années 1930, de l'alphabet arabe en alphabet latin puis cyrillique.
Et ce n'est que pendant les années de la Seconde Guerre mondiale que l'État soviétique a manifesté un réchauffement à l'égard de la religion et des organisations religieuses. Ce changement était dû à l'attitude patriotique des citoyens croyants, qui ont pris une part active dans la lutte contre le fascisme. Créée en 1943, l'Administration spirituelle des musulmans d'Asie centrale (en) (SADUM-САДУМ) à Tachkent a commencé à coordonner les activités des organisations religieuses des cinq républiques : Ouzbékistan, Kazakhstan, Kirghizistan, Tadjikistan, et Turkménistan. À cette époque cet organisme avait le statut de leader informel de la direction spirituelle des musulmans sur le territoire de l'URSS. Deux établissements de formation des imams ont été créés sous la direction du SADUM : celui de la médersa Mir-i Arab, dont les bâtiments avaient été édifiés au XVIe siècle à Boukhara et qui a fonctionné dans ses locaux pour la formation des imams en 1945, et celui de la médersa Barak-Khan, construite à Tachkent au XVIe siècle et qui a fonctionné pour la formation des imams de 1957 à 1961. L'Institut islamique de Tachkent de l'imam al-Bukhari (ru), a , quant à lui été ouvert en 1971. Avant 1990 ils étaient les seuls établissements d'enseignement religieux islamique de l'ex-URSS . Ils accueillaient des étudiants de touts les républiques d'URSS. Pour l'organisation de ces établissements dans les nouvelles conditions imposées par le pouvoir les familles de différents muftis ont joué un grand rôle : celles de Ishan Babakhan ibn Abdulmajidkhan (en) (1943–1957), de Ziyauddinkhan ibn Ishan Babakhan (en) (1957–1982), et de Babakhanov Chamsiddinkhan (ru) (1982–1989).
Dans les années 1950–1960, au sein de l'État soviétique, ont commencé de nouvelles persécutions contre l'islam et d'autres religions. En 1960, des décisions du comité central du Parti communiste d'URSS et du bureau du comité central du parti communiste d'Ouzbékistan ont été prises au sujet des « mesures visant à éliminer les violations par le clergé de la loi soviétique sur les cultes ». Le conseil des ministres de l'URSS a également pris des décisions sur « la fermeture des lieux saints et des médersas ainsi que leur transfert des pouvoirs du comité pour la protection des monuments de la culture matérielle au Conseil des ministres de la République socialiste d'Ouzbékistan ». En 1961, la médersa Barak-Khan a été fermée en tant qu'établissement d'enseignement illégal et la médersa Mir-i Arab, avec un effectif de 40 personnes est alors restée la seule institution d'enseignement religieux musulman en URSS. Le nombre d'heures d'enseignement consacrées à l'étude des disciplines religieuses, et certaines matières telles que l'histoire de l'islam ont été exclues du programme. Une attention particulière a été accordée à l'étude de sujets laïques, tels que la littérature russe, la littérature soviétique, l'économie politique, l'histoire des peuples de l'URSS, l'histoire des peuples de l'Orient, la géographie économique et politique des régions d'Asie et d'Afrique.
Lа médersa Mir-i Arab a ainsi pu contribuer en Ouzbékistan, à la continuité de la tradition spirituelle, à la tâche de la formation du clergé, pour la communauté musulmane des autres républiques de l'URSS.
Après l'effondrement de l'URSS et la déclaration de l'indépendance des républiques qui la composaient, chaque État d'Asie centrale a commencé à mener une politique indépendante dans le domaine de l'éducation islamique. 

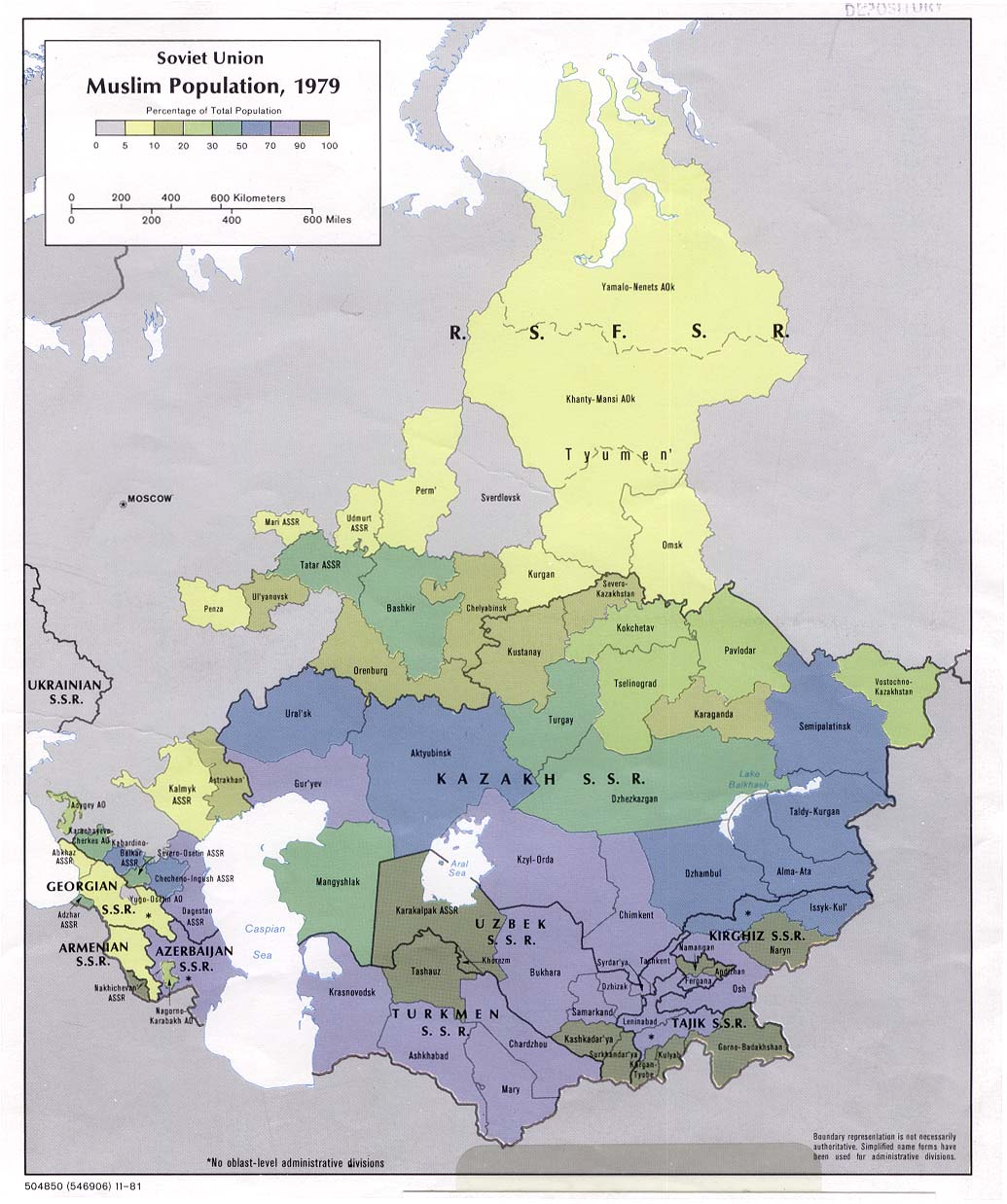
Population musulmane en URSS en 1979